# الرسل السبعون
لا يُعطى عدد الأشخاص الذين بين تلاميذ المسيح في الاناجيل. ونرى ان جماعة أكبر من الناس والذين ممكن تعريفهم بالتلاميذ في موعظة الجبل (لوقا 6:17).
إضافةً لذلك، هناك سبعين (أو اثنان وسبعين) من الأشخاص الذين أٌرسلوا اثنين اثنين لتهيئة الطريق للمسيح (لوقا 10). يشار اليهم عادةً بالسبعين أو التلاميذ السبعين. وهم يأكلون أي طعام يقدم لهم ويشفون المرضى وينشرون الكلمة «بأن ملكوت الله قريب»، ومن يسمع لهم كأنما هو يسمع المسيح ومن يرفضهم كأنما هو يرفض المسيح ومن رفض المسيح يرفض الذي أرسله. ولهم سلطة على الشرير واسمائهم مكتوبة في السماء.
السبعون أو الإثنتان وسبعون تلميذاً هم من الأتباع الأوائل ليسوع الذين ذكروا في إنجيل لوقا الإصحاح العاشر: 1-24. وفقاً للوقا، الإنجيل الوحيد الذي ظهروا فيه، فقد كلفهم يسوع وأرسلهم أزواجاً في بعثات خاصة فُصلت في النص. في المسيحية الغربية من المعتاد الإشارة إليهم على أنهم تلاميذ Disciples ، بينما في المسيحية الشرقية يُشار إليهم عادة على أنهم رسل Apostles. بالرجوع إلى الكلمات اليونانية الأصلية، نجد كلا اللقبين وصفيين، فالرسول apostle هو الذي يُرسل في مهمة mission، بينما التلميذ disciple هو طالب الدراسة، ولكن كلا التقليدين (الغربى والشرقى) يختلفان على مدلول كلمة apostle.

## النص[1]

### لوقا - الإصحاح العاشر
1وَبَعْدَ ذلِكَ عَيَّنَ الرَّبُّ سَبْعِينَ آخَرِينَ أَيْضًا، وَأَرْسَلَهُمُ اثْنَيْنِ اثْنَيْنِ أَمَامَ وَجْهِهِ إِلَى كُلِّ مَدِينَةٍ وَمَوْضِعٍ حَيْثُ كَانَ هُوَ مُزْمِعًا أَنْ يَأْتِيَ.

2فَقَالَ لَهُمْ:«إِنَّ الْحَصَادَ كَثِيرٌ، وَلكِنَّ الْفَعَلَةَ قَلِيلُونَ. فَاطْلُبُوا مِنْ رَبِّ الْحَصَادِ أَنْ يُرْسِلَ فَعَلَةً إِلَى حَصَادِهِ. 

3اِذْهَبُوا! هَا أَنَا أُرْسِلُكُمْ مِثْلَ حُمْلاَنٍ بَيْنَ ذِئَابٍ.

4لاَ تَحْمِلُوا كِيسًا وَلاَ مِزْوَدًا وَلاَ أَحْذِيَةً، وَلاَ تُسَلِّمُوا عَلَى أَحَدٍ فِي الطَّرِيقِ. 

5وَأَيُّ بَيْتٍ دَخَلْتُمُوهُ فَقُولُوا أَوَّلاً: سَلاَمٌ لِهذَا الْبَيْتِ.

6فَإِنْ كَانَ هُنَاكَ ابْنُ السَّلاَمِ يَحُلُّ سَلاَمُكُمْ عَلَيْهِ، وَإِّلاَّ فَيَرْجعُ إِلَيْكُمْ.

7وَأَقِيمُوا فِي ذلِكَ الْبَيْتِ آكِلِينَ وَشَارِبِينَ مِمَّا عِنْدَهُمْ، لأَنَّ الْفَاعِلَ مُسْتَحِق÷ أُجْرَتَهُ. لاَ تَنْتَقِلُوا مِنْ بَيْتٍ إِلَى بَيْتٍ.

8وَأَيَّةَ مَدِينَةٍ دَخَلْتُمُوهَا وَقَبِلُوكُمْ، فَكُلُوا مِمَّا يُقَدَّمُ لَكُمْ، 

9وَاشْفُوا الْمَرْضَى الَّذِينَ فِيهَا، وَقُولُوا لَهُمْ: قَدِ اقْتَرَبَ مِنْكُمْ مَلَكُوتُ اللهِ. 

10وَأَيَّةُ مَدِينَةٍ دَخَلْتُمُوهَا وَلَمْ يَقْبَلُوكُمْ، فَاخْرُجُوا إِلَى شَوَارِعِهَا وَقُولُوا: 

11حَتَّى الْغُبَارَ الَّذِي لَصِقَ بِنَا مِنْ مَدِينَتِكُمْ نَنْفُضُهُ لَكُمْ. وَلكِنِ اعْلَمُوا هذَا إنَّهُ قَدِ اقْتَرَبَ مِنْكُمْ مَلَكُوتُ اللهِ. 

12وَأَقُولُ لَكُمْ: إِنَّهُ يَكُونُ لِسَدُومَ فِي ذلِكَ الْيَوْمِ حَالَةٌ أَكْثَرُ احْتِمَالاً مِمَّا لِتِلْكَ الْمَدِينَةِ.

13«وَيْلٌ لَكِ يَا كُورَزِينُ! وَيْلٌ لَكِ يَا بَيْتَ صَيْدَا! لأَنَّهُ لَوْ صُنِعَتْ فِي صُورَ وَصَيْدَاءَ الْقُوَّاتُ الْمَصْنُوعَةُ فِيكُمَا، لَتَابَتَا قَدِيمًا جَالِسَتَيْنِ فِي الْمُسُوحِ وَالرَّمَادِ.

14وَلكِنَّ صُورَ وَصَيْدَاءَ يَكُونُ لِهُمَا فِي الدِّينِ حَالَةٌ أَكْثَرُ احْتِمَالاً مِمَّا لَكُمَا. 

15وَأَنْتِ يَا كَفْرَنَاحُومَ الْمُرْتَفِعَةُ إِلَى السَّمَاءِ! سَتُهْبَطِينَ إِلَى الْهَأوِيَةِ.

16اَلَّذِي يَسْمَعُ مِنْكُمْ يَسْمَعُ مِنِّي، وَالَّذِي يُرْذِلُكُمْ يُرْذِلُنِي، وَالَّذِي يُرْذِلُنِي يُرْذِلُ الَّذِي أَرْسَلَنِي».

17فَرَجَعَ السَّبْعُونَ بِفَرَحٍ قَائِلِينَ:«يَارَبُّ، حَتَّى الشَّيَاطِينُ تَخْضَعُ لَنَا بِاسْمِكَ!». 

18فَقَالَ لَهُمْ: «رَأَيْتُ الشَّيْطَانَ سَاقِطًا مِثْلَ الْبَرْقِ مِنَ السَّمَاءِ. 

19هَا أَنَا أُعْطِيكُمْ سُلْطَانًا لِتَدُوسُوا الْحَيَّاتِ وَالْعَقَارِبَ وَكُلَّ قُوَّةِ الْعَدُوِّ، وَلاَ يَضُرُّكُمْ شَيْءٌ. 

20وَلكِنْ لاَ تَفْرَحُوا بِهذَا: أَنَّ الأَرْوَاحَ تَخْضَعُ لَكُمْ، بَلِ افْرَحُوا بِالْحَرِيِّ أَنَّ أَسْمَاءَكُمْ كُتِبَتْ فِي السَّمَأوَاتِ».

## تحليل النص
هذا هو الذكر الوحيد لتلك المجموعة في الكتاب المقدس. العدد سبعون في المخطوطات السكندرية النمط (مثل المخطوطة السينائية Codex Sinaiticus) والقيصرية النمط ولكن اثنان وسبعون في غالبية النصوص السكندرية النمط الأخرى والنصوص الغربية النمط. يمكن أن يكون العدد مشتق من السبعين أمة المذكورة في سفر التكوين أو المجموعات السبعينية الأخرى المذكورة في الكتاب المقدس، أو من الاثنان وسبعون مترجماً لنسخة الكتاب المقدس اليونانية «السبعينية» من رسالة Aristeas. جيروم في ترجمته للكتاب المقدس إلى اللاتينية " Vulgate" اختار قراءة الإثنين وسبعين.
إنجيل لوقا ليس هو الوحيد من بين الأناجيل المتوافقة في احتواء وقائع عديدة أرسل فيها يسوع أتباعه في بعثات. المرة الأولى في لوقا 9: 1-6، كانت تقوم على «مهمة محدودة» قريبة من المذكورة في مرقس 6: 7-13، والتي تروى أرسال الإثنى عشر رسول، فضلاً عن السبعين، ولكن بنفس التفاصيل. النصوص المتماثلة (في متى 9:35، 10:1، 10:5-42)، تظهر أصل مشترك المتمثل في الوثيقة ق المفترضة. لوقا أيضاً يذكر مهمة كبرى (غير محدودة) إلى «كل الأمم» في الإصحاح 24: 44-53، ولكن بتفاصيل أقل عن رواية متى.
ما قيل للسبعين (أو إثنين وسبعين) في لوقا 10: 4 أُشير إليه في لوقا 22: 35.

لوقا 22: 35، " قَالَ لَهُمْ:«حِينَ أَرْسَلْتُكُمْ بِلاَ كِيسٍ وَلاَ مِزْوَدٍ وَلاَ أَحْذِيَةٍ، هَلْ أَعْوَزَكُمْ شَيْءٌ؟» فَقَالُوا: «لاَ». 

## قوائم أسماء السبعين تلميذ
ظهرت عدة قوائم تحتوي أسماء السبعين تلميذ منها قائمة هيبوليتوس Hippolytus of Rome، وقائمة دوروثوس الصوري Dorotheus of Tyre، وقائمة يوسابيوس القيصري، وقائمة سليمان النسطوري، وقائمة ابن كبر.

### مقارنة بين القوائم
| قائمة هيبوليتوس                                                                              | قائمة دوروثاوس                                                                                 | قائمة يوسابيوس في كتاب النحلة                                                                                | قائمة سليمان النسطوري في كتاب النحلة                                                                                 | قائمة ابن كبر في كتاب المصباح الذي أضاء الظلمة                                |
| -------------------------------------------------------------------------------------------- | ---------------------------------------------------------------------------------------------- | --- | --- | ----------------------------------------------------------------------------- |
| يعقوب أخو السيد أول أسقف للقدس، من الحواريين، وهو من الأساقفة المختونين ومن المسيحيين اليهود | يعقوب                                                                                          | يعقوب | يعقوب ابن يوسف | يعقوب ابن يوسف                                                                |
| مرقس الإنجيلي                                                                                | مرقس                                                                                           | مرقس | مرقس من أتباع بولس، واحد من الذين حلوا محل الإثني عشرة المرفوضين حيب كتاب النحلة                                     | مرقس                                                                          |
| لوقا الإنجيلي                                                                                | لوقا                                                                                           | لوقا الطبيب والإنجيلي                                                                                        | لوقا الطبيب، من أتباع بولس، واحد من الذين حلوا محل الإثني عشرة المرفوضين حسب كتاب النحلة                             | لوقا الإنجيلي                                                                 |
| كليوباس أسقف القدس                                                                           | كليوباس من المسيحيين اليهود                                                                    | | كليوباس والد سمعان                                                                                                   | كليوباس                                                                       |
|                                                                                              |                                                                                                | يوحنا المعمدان                                                                                               | |                                                                               |
| سمعان بن كليوباس، أسقف القدس بعد يعقوب، وهو من الأساقفة المختونين ومن المسيحيين اليهود       | سمعان                                                                                          | سمعان | سمعان | سمعان                                                                         |
|                                                                                              | بارنابا                                                                                        | بارنابا، من المسيحيين اليهود                                                                                 | بارنابا | بارنابا                                                                       |
| بارنابا أسقف ميلان                                                                           |                                                                                                | | |                                                                               |
| بارنابا أسقف هراقليا                                                                         |                                                                                                | | |                                                                               |
| يوستوس أسقف إلوثوروبوليس                                                                     | يوستوس من المسيحيين اليهود                                                                     | يوستوس | يوستوس الذي هو يوسف المسمى بارسابا                                                                                   |                                                                               |
| تداوس الذي نقل الرسالة إلى أبجر                                                              | تداوس الإديسي                                                                                  | تداوس | تداوس، بشر في بلاد ما بين النهرين، وهو من الإثني عشرة الذين رُفضوا لإنكارهم إلوهية المسيح بتحريض من كيرنثوس Cerinthus |                                                                               |
| حنانيا الذي عمد بولس وكان أسقف دمشق                                                          | حنانيا أسقف دمشق                                                                               | حنانيا، من تلاميذ يوحنا المعمدان                                                                             | حنانيا الذي عمد بولس                                                                                                 | حنانيا الشماس                                                                 |
|                                                                                              |                                                                                                | بولس الطرسوسي                                                                                                | |                                                                               |
| إسطافانوس الشهيد الأول                                                                       | إسطافانوس من الشمامسة السبعة وأول شهيد                                                         | إسطافانوسس الشهيد                                                                                            | إسطافانوس | إسطافانوس                                                                     |
| فيليبوس الذي عمد المخصي                                                                      | فيليبوس الإنجيلي، من الشمامسة السبعة                                                           | | فيليبوس | فيليبوس                                                                       |
| بروخوروس أسقف نيقوميديا                                                                      | بروخوروس Prochorus، ابن أخت إسطافانوس ومرافق ليوحنا الإنجيلي، وتُنسب إليه "أعمال يوحنا" المزيفة | | بروخوروس | فاراخوس                                                                       |
| نيكانور Nicanor the Deacon                                                                   | نيكانور الشماس، من الشمامسة السبعة                                                             | | نيكانور | نيكانور                                                                       |
| تيمون أسقف بصرى                                                                              | تيمون Timon، من الشمامسة السبعة                                                                | | تيمون | باتمون                                                                        |
| بارميناس أسقف صولي                                                                           | بارميناس الشماس Parmenas، من الشمامسة السبعة                                                   | | بارميناس | فارمونا                                                                       |
|                                                                                              | تيموثاوس أسقف أفسس                                                                             | تيموثاوس Timothy، من أتباع بولس                                                                              | تيموثاوس | تيموثاوس                                                                      |
|                                                                                              | تيطس، أسقف كريت                                                                                | تيطس Titus، من أتباع بولس                                                                                    | تيطس | تيطس                                                                          |
| فيلمون أسقف غزة                                                                              | فيلمون أسقف غزة Philemon، من أتباع بولس                                                        | | | فيلمون                                                                        |
|                                                                                              | أونيسيموس Onesimus (غير المذكور في رسالة فيلمون)                                               | | |                                                                               |
|                                                                                              | أونيسيموس (المذكور في رسالة فيلمون)، من أتباع بولس                                             | | |                                                                               |
| إيبافروديتوس، أسقف أندرياك                                                                   | إيبافراس Epaphras، أسقف أندرياكا، من أتباع بولس                                                | | |                                                                               |
|                                                                                              | آرخيبوس Archippus، من أتباع بولس                                                               | | |                                                                               |
| سيلا أسقف كورينثيا                                                                           | سيلا Silas، من أتباع بولس                                                                      | سيلا | سيلا | سيلا                                                                          |
| سيلفانوس أسقف تسالونيكا                                                                      | سيلفانوس Silvanus، من أتباع بولس                                                               | سيلفانوس | |                                                                               |
| كريسكيس أسقف كارشدون بالغال                                                                  | كريسكيس Crescens                                                                               | كريسكيس، من أتباع بولس                                                                                       | كريسكيس، من الستة الذين أتوا مع بطرس من كورنيلوس حسب كتاب النحلة                                                     |                                                                               |
|                                                                                              | كريسبوس Crispus أسقف خلقدون بالجليل، من أتباع بولس                                             | | |                                                                               |
| إيباينوتوس أسقف قرطاج                                                                        | إيبانوتوس Epenetus، من أتباع بولس، أرسل له تحياته في رسالة رومية 16: 5                         | | |                                                                               |
| أندرونيكوس، أسقف بانونيا                                                                     | أندرونيكوس Andronicus، من أتباع بولس                                                           | أندرونيكوس                                                                                                   | أندرونيكوس | أندرونيكوس                                                                    |
| ستاخيس، أسقف بيظانتيوم                                                                       | ستاخيس، Stachys، من أتباع أندراوس                                                              | ستاخيس، واحد من الذين حلوا محل الإثني عشرة المرفوضين، حسب كتاب النحلة                                        | ستاخيس |                                                                               |
| أمبلياس، أسقف أوديسا                                                                         | أمبلياس Amplias، من أتباع بولس، مذكور في رسالة رومية 16: 8                                     | | |                                                                               |
| أوربان، أسقف ماقدونيا                                                                        | أوربان Urban، من أتباع أندراوس                                                                 | | أوربانوس، واحد من الذين حلوا محل الإثني عشرة المرفوضين، حسب كتاب النحلة                                              |                                                                               |
| نارسيسوس، أسقف آثينا                                                                         | نارسيسوس Narcissus، من أتباع أندراوس                                                           | نارسيسوس | نارسيسوس |                                                                               |
| آبيليس Apelles، أسقف سميرنا                                                                  |                                                                                                | | |                                                                               |
|                                                                                              | آبيليس، أسقف هراقليون، من أتباع أندراوس                                                        | | |                                                                               |
| آريسطوبولوس، أسقف بريطانيا                                                                   | آريسطوبولوس Aristobulus، من أتباع أندراوس                                                      | آريسطوبولوس                                                                                                  | آريسطوبولوس، واحد من الذين حلوا محل الإثني عشرة المرفوضين حسب كتاب النحلة                                            |                                                                               |
| هيروديون، أسقف طرسوس                                                                         | هيروديون Herodion، أسقف باتراس، من اتباع بولس، مذكور في رسالة رومية 13: 11                     | هيروديون (روديون)                                                                                            | هيروديون ابن نارسيسوس، واحد من الذين حلوا محل الإثني عشرة المرفوضين حسب كتاب النحلة                                  |                                                                               |
| آغابوس النبي                                                                                 | آغابوس النبي Agabus                                                                            | | | مافين -بانغانيس المثسمى آغابوس أو آغابون، من الدعاة الذين أُرسلوا إلى أنطاكية  |
| روفوس، أسقف طيبة                                                                             | روفوس Rufus، من أتباع بولس                                                                     | روفوس | روفوس |                                                                               |
| آسينكريتوس، أسقف هيركانيا                                                                    | آسينكريتوس Asyncritus، من أتباع بولس                                                           | آسينكريتوس                                                                                                   | آسينكريتوس، من الذين كانوا مع بطرس في روما حسب كتاب النحلة                                                           |                                                                               |
| فيلغون، أسقف ماراثون                                                                         | فيلغون Phlegon، من أتباع بولس، مذكور في رسالة رومية 16: 14                                     | | |                                                                               |
| هرماس، أسقف فيلبي                                                                            | هرمس، أسقف فيليبوبوليس                                                                         | هرماس الراعي، من أتباع بولس ويُنسب له كتاب الراعي                                                             | |                                                                               |
| باتروبولوس، أول أسقف لبوتولي                                                                 | باروبوس Parrobus، أسقف بوتولي                                                                  | باتروباس | باتروباس، من أتباع بولس، من الذين كانوا مع بطرس في روما، حسب كتاب النحلة                                             | باتروبا                                                                       |
| هرمس، أسقف دلماطية                                                                           | هرماس، أسقف دلماطية                                                                            | | هرماس، من أتباع بولس، من الذين كانوا مع بطرس في روما، حسب كتاب النحلة                                                | هرماس                                                                         |
| لينوس، أسقف روما                                                                             | لينوس Linus، أسقف روما، من أتباع بولس                                                          | | |                                                                               |
| كايوس، أسقف أفسس                                                                             | غايوس Gaius، أسقف أفسس                                                                         | | غايوس الذي استقبل بولس، من الذين أتوا مع بطرس إلى كورنيليوس                                                          |                                                                               |
| فيلولوغوس، أسقف سينوب                                                                        | فيلولوغوس Philologus، من أتباع أندراوس                                                         | | |                                                                               |
| لوكيوس، أسقف لاوديكيا بسوريا                                                                 | لوكيوس القيرواني lucius of Cyrene                                                              | لوكيوس | لوكيوس الثيرواني، والد سمعان، من الدعاة الذين أُرسلوا إلى انطاكية                                                     |                                                                               |
| ياسون، أسقف طرسوس                                                                            | ياسون                                                                                          | ياسون Jason، من أتباع بولس                                                                                   | ياسون المذكور في أعمال الرسل                                                                                         | ياسون (آياسون)                                                                |
| سوسيباتر، أسقف إيقونيوم                                                                      | سوسيباتر Sosipater، من أتباع بولس مذكور في أعمال الرسل 20: 4                                   | سوباتريس (سوسيباتريس)                                                                                        | |                                                                               |
| أوليمبوس مات شهيد في روما مع روديون                                                          | أوليمباس Olympas، من أتباع بولس                                                                | أوليمباس | أوليمباس، واحد من الذين حلوا محل الإثني عشرة المرفوضين حسب كتاب النحلة                                               |                                                                               |
| ترتيوس، أسقف إيقونيوم                                                                        | ترتيوس، كاتب رسالة رومية وأسقف إيقونيومن من أتباع بولس                                         | | |                                                                               |
| إراستوس، أسقف بانياس                                                                         | إراستوس Erastus، من أتباع بولس، مذكور في رسالة رومية 16: 23                                    | | |                                                                               |
| كارتوس، أسقف بيروت                                                                           | كارتوس Quartus، من أتباع بولس، مذكور في رسالة رومية 16: 23                                     | | |                                                                               |
| إفوديوس، أسقف أنطاكية                                                                        | إيوداس Eudas، أول أسقف لانطاكية بعد بطرس                                                       | | |                                                                               |
| أونيسيفوروس، أسقف القيروان                                                                   | أونيسيفوروس onesiphorus، من أتباع بولس                                                         | | |                                                                               |
| كليمنت، أسقف ساردينيا                                                                        | كليمنت Clement                                                                                 | | |                                                                               |
| سوستانيس، أسقف كولوفونيا                                                                     | سوستانيس Sosthenes، من أتباع بولس                                                              | سوستانيس | | سوستانيس                                                                      |
| آبولوس، أسقف قيصرية                                                                          | أبولوس Apollos، من أتباع بولس                                                                  | | آبولوس، من الذين جاءوا مع بطرس إلى كورنيليوس حسب كتاب النحلة                                                         |                                                                               |
| تيخيكوس، أسقف كولوفونيا                                                                      | تيخيكوس، Tychicus، من اتباع بولس                                                               | | |                                                                               |
|                                                                                              | إيبافروديتوس Epaphroditus، من أتباع بولس                                                       | | |                                                                               |
| كاربوس، أسقف بيريا                                                                           | كاربوس Carpus، من أتباع بولس                                                                   | | |                                                                               |
|                                                                                              | كادراتوس Quadratus، يُقال انه قدم أول عمل دفاعي عن المسيحية إلى الإمبراطور هادريان              | | |                                                                               |
| مرقس، الذي هو أيضاً يوحنا، أسقف بيبلوبوليس                                                    | يوحنا مرقس، أسقف بيبلوس، يُقال انه قريب برنابا الذي بسببه اختلف مع بولس ثم أصبح من أتباع بولس   | مرقس المُسمى يوحنا                                                                                            | يوحنا المُسمى مرقس |                                                                               |
| زيناس، أسقف ديوسبوليس                                                                        | زيناس Zenas the lawer، من اتباع بولس، مذكور في رسالة تيطس 3: 13                                | | |                                                                               |
| آريسطارخوس، أسقف آباميا بسوريا                                                               | آريسطارخوس Aristarchus، من أتباع بولس                                                          | ببسطوريوس (آريسطارخوس)                                                                                       | |                                                                               |
| بودس                                                                                         | بودنس Pudens، مذكور في رسالة تيموثي الثانية 4: 21                                              | | |                                                                               |
| آريسطارخوس آخر مع بودس                                                                       |                                                                                                | | |                                                                               |
| تروفيموس، الذي استشهد مع بولس                                                                | تروفيموس Trophimus، من أتباع بولس                                                              | | |                                                                               |
| مرقس، ابن عم بارنابا، أسقف آبولونيا                                                          | مرقس، أسقف آبولونيا                                                                            | | |                                                                               |
| آرتيماس، أسقف ليسترا                                                                         | آرتيماس ِArtemas، من أتباع بولس                                                                 | | |                                                                               |
|                                                                                              | آكيلا Aquila، من الاعوان الرئيسيين لبولس                                                       | | |                                                                               |
|                                                                                              | فورتوناتوس fortunatus، من أتباع بولس                                                           | | |                                                                               |
|                                                                                              | آخايكوس Achaicus، من أتباع بولس                                                                | | |                                                                               |
|                                                                                              | تابيثا، المراة التي اعادها بطرس إلى الحياة                                                     | | |                                                                               |
| ماتياس، الذي شغل المكان الشاغر بين الإثني عشرة                                               | ماتياس Matthias                                                                                | | |                                                                               |
|                                                                                              | إسطافانوس آخر                                                                                  | إسطافانوس | |                                                                               |
| روديون مات شهيد في روما مع أوليمبوس                                                          | روديون Rodion، من أتباع بولس، يُقال انه هو هيروديون المذكور في رسالة رومية 16: 11               | | |                                                                               |
| صفا                                                                                          | صفا، أسقف إيقونيوم                                                                             | : 5 | |                                                                               |
| قيصر، أسقف ديراخيوم                                                                          | قيصر Caesar، من أتباع بولس، مذكور في رسالة فيلبي 4: 22                                         | | |                                                                               |
|                                                                                              | مرقس آخر أسقف أبولونياس                                                                        | | |                                                                               |
| تيخيكوس آخر، أسقف خلقدون                                                                     | تيخيكوس آخر Another Tychicus                                                                   | | |                                                                               |
|                                                                                              |                                                                                                | | يوسي Joses، أخو يسوع المذكور في مرقس 6: 3                                                                            | يوسي ابن يوسف النجار                                                          |
|                                                                                              |                                                                                                | | سمعان Simon، أخو يسوع المذكور في مرقس 6: 3                                                                           | سمعان ابن يوسف                                                                |
|                                                                                              |                                                                                                | | يهوذا Judah، أخو يسوع وهو من الحواريين                                                                               | يهوذا ابن يوسف                                                                |
|                                                                                              |                                                                                                | | مناوس Manaeus |                                                                               |
|                                                                                              |                                                                                                | | صفا Cephas الذي بشر في أنطاكية                                                                                       |                                                                               |
|                                                                                              |                                                                                                | يوسف السيناتور                                                                                               | يوسف السيناتور Joseph the senator                                                                                    |                                                                               |
|                                                                                              |                                                                                                | نيكوديموس الفاريسي Nicodemus the pharisee، مذكور في إنجيل يوحنا فقط ثلاث مرات                                | نيكوديموس الارخون | نيكوديموس                                                                     |
|                                                                                              |                                                                                                | نثنائيل Nathaniel، مذكور في إنجيل يوحنا                                                                      | نثنائيل رئيس الكُتَّاب                                                                                                  |                                                                               |
|                                                                                              |                                                                                                | | يهوذا |                                                                               |
|                                                                                              |                                                                                                | | مناسون Mnason الذي استقبل بولس، مذكور في اعمال الرسل 21: 16                                                          |                                                                               |
|                                                                                              |                                                                                                | منايل Manael، مذكور في اعمال الرسل 13: 1                                                                     | منايل (مناين) شقيق هيرود بالتبني                                                                                     |                                                                               |
|                                                                                              |                                                                                                | نيجر Niger                                                                                                   | سمعان المُسمى نيجر، مذكور في أعمال الرسل 13: 1                                                                        |                                                                               |
|                                                                                              |                                                                                                | الإسكندر | الإسكندر | الإسكندر ابن سمعان القيرواني الذي حمل الصليب                                  |
|                                                                                              |                                                                                                | سمعان القيرواني                                                                                              | سمعان القيرواني | سمعان القيرواني الذي حمل الصليب                                               |
|                                                                                              |                                                                                                | | يهوذا آخر المذكور في اعمال الرسل، مذكور في اعمال الرسل 9: 11                                                         |                                                                               |
|                                                                                              |                                                                                                | سمعان الأبرص Simon the leperd، مذكور في متى 26: 6؛ ومرقس 14: 3                                               | يهوذا المُسمى سمعان                                                                                                   | يهوذا المُسمى سمعان                                                            |
|                                                                                              |                                                                                                | | أوريون (Eurion (Orion) المتباعد القدمين                                                                              |                                                                               |
|                                                                                              |                                                                                                | | ثوروس Thorus |                                                                               |
|                                                                                              |                                                                                                | | ثوريسوس Thorisus |                                                                               |
|                                                                                              |                                                                                                | | زابدون Zabdon |                                                                               |
|                                                                                              |                                                                                                | | زاكرون Zakron |                                                                               |
| نيقولاوس، أسقف السامرة                                                                       | نيقولاوس (Nicolaus (Nicolas                                                                    | | نيقولاوسن المرتد الانطاكي                                                                                            | نيقولاوس                                                                      |
|                                                                                              |                                                                                                | | بليغتا pligta من الذين كانوا مع بطرس في روما حسب كتاب النحلة                                                         |                                                                               |
|                                                                                              |                                                                                                | | هرماس hermas من الذين كانوا مع بطرس في روما حسب كتاب النحلة                                                          |                                                                               |
|                                                                                              |                                                                                                | | ميليخوس milichus من الستة الذين جاءوامع بطرس إلى كورنيليوس حسب كتاب النحلة                                           |                                                                               |
|                                                                                              |                                                                                                | | كيريتون Kiriton من الستة الذين جاءوا مع بطرس إلى كورنيليوس حسب كتاب النحلة                                           |                                                                               |
|                                                                                              |                                                                                                | | سمعان، من الستة الذين جاءوا مع بطرس إلى كورنيليوس حسب كتاب النحلة                                                    |                                                                               |
|                                                                                              |                                                                                                | ليفي | ليفي levi، من الإثني عشرة الذين رُفضوا لإنكارهم إلوهية السيد بتحريض من كيرينثوس                                       | ليفي                                                                          |
|                                                                                              |                                                                                                | | بار-كوبا Bar-Kubba، من الإثني عشرة الذين رُفضوا لإنكارهم إلوهية السيد بتحريض من كيرينثوس                              |                                                                               |
|                                                                                              |                                                                                                | | كليون Cleon، من الإثني عشرة الذين رُفضوا لإنكارهم إلوهية السيد بتحريض من كيرينثوس                                     |                                                                               |
|                                                                                              |                                                                                                | أوميوس (هيمنايوس الأفسسي) من المنشقين عن بولس، مذكور في رسالة تيموثاوس الاولى 1: 20 والثانية 2: 17           | هيمنايوس Hymenaeus، من الاثني عشرة الذين رُفضوا لإنكارهم إلوهية السيد بتحريض من كيرينثوس                              |                                                                               |
|                                                                                              |                                                                                                | | كاندراوس Candarus، من الاثني عشرة الذين رُفضوا لإنكارهم إلوهية السيد بتحريض من كيرينثوس                               |                                                                               |
|                                                                                              |                                                                                                | | سليكسيبوس Slikispus، من الاثني عشرة الذين رُفضوا لإنكارهم إلوهية السيد بتحريض من كيرينثوس                             |                                                                               |
|                                                                                              |                                                                                                | | ماروثا Marutha، من الاثني عشرة الذين رُفضوا لإنكارهم إلوهية السيد بتحريض من كيرينثوس                                  |                                                                               |
|                                                                                              |                                                                                                | | آمبليوس Ampelius، واحد من الذين حلوا محل الإثني عشرة المرفوضين حسب كتاب النحلة                                       |                                                                               |
|                                                                                              |                                                                                                | | بوبيليوس (popillius (or Publius، واحد من الذين حلوا محل الإثني عشرة المرفوضين حسب كتاب النحلة                        |                                                                               |
|                                                                                              |                                                                                                | عدِّي | عدِّي Addai، واحد من الذين حلوا محل الإثني عشرة المرفوضين حسب كتاب النحلة                                              | عدِّي بن قيس الصالح                                                             |
|                                                                                              |                                                                                                | آجاي | آجاي Aggai، واحد من الذين حلوا محل الإثني عشرة المرفوضين حسب كتاب النحلة                                             |                                                                               |
|                                                                                              |                                                                                                | | مار ماري Mar Mari، واحد من الذين حلوا محل الإثني عشرة المرفوضين حسب كتاب النحلة                                      |                                                                               |
|                                                                                              |                                                                                                | آبولو المختار                                                                                                | آبولو المختار Apollos the elect، واحد من الذين حلوا محل الإثني عشرة المرفوضين حسب كتاب النحلة                        |                                                                               |
|                                                                                              |                                                                                                | | إسطافانوس (ليس الكورنثي)، واحد من الذين حلوا محل الإثني عشرة المرفوضين حسب كتاب النحلة                               |                                                                               |
|                                                                                              |                                                                                                | | | ماليانو المُسمى أيضاً مانياجي، البابا ميلوي الأول، البابا الثالث للإسكندرية     |
|                                                                                              |                                                                                                | | | فريسكوس الرملي                                                                |
|                                                                                              |                                                                                                | | | توما الملطي                                                                   |
|                                                                                              |                                                                                                | | | يوسف الرامي Joseph Aramiath، الذي دفن جسد المسيح                              |
|                                                                                              |                                                                                                | | | نارقوس Narquos                                                                |
|                                                                                              |                                                                                                | | | يسوع المدعو يسطس (Justine (Youstos، المذكور في رسالة كولوسي 4: 11             |
|                                                                                              |                                                                                                | | | يهوذا بارسابا (يوسف بارسابا) مذكور في أعمال الرسل 1: 23                       |
|                                                                                              |                                                                                                | يوحنا | | يوحنا، كان يبشر في بعلبك                                                      |
|                                                                                              |                                                                                                | | | مانسون، كان يبشر في بعلبك                                                     |
|                                                                                              |                                                                                                | ثيودوروس، كان يبشر بعلبك                                                                                     | |                                                                               |
|                                                                                              |                                                                                                | | | ساهي Sahy                                                                     |
|                                                                                              |                                                                                                | | | هيرود Herod                                                                   |
|                                                                                              |                                                                                                | | | هامل ابن ديمتريوس Hamel the son of Demetrious                                 |
|                                                                                              |                                                                                                | | | رومس ابن سمعان القيرواني Romis the son of Simon of cirene                     |
|                                                                                              |                                                                                                | | | بولناس Paulnas القيرواني، كان يبشر في نيسابور                                 |
|                                                                                              |                                                                                                | يعقوب أخو يوحنا                                                                                              | | يعقوب الكبير، من الحواريين وأخو يوحنا الرسول                                  |
|                                                                                              |                                                                                                | | | بورانس Bouranss                                                               |
|                                                                                              |                                                                                                | | | فاستاريوس Phastarious، كان يبشر في بلاد المغرب                                |
|                                                                                              |                                                                                                | | | سونغريتوس Songhritos، واحد من السبعة الذين ذكرهم بولس في رسالة رومية          |
|                                                                                              |                                                                                                | | | خارماستوروس Kharmastorous، واحد من السبعة الذين كانوا مع بطرس في قيصرية       |
|                                                                                              |                                                                                                | | | قارطاليس Quartalss، من الستة الذين كانوا مع بطرس في قيصرية                    |
|                                                                                              |                                                                                                | | | بارانتون Paranton، من الستة الذين كانوا مع بطرس في قيصرية                     |
|                                                                                              |                                                                                                | | | سمعان الدباغ، من الستة الذين كانوا مع بطرس في قيصرية                          |
|                                                                                              |                                                                                                | | | آنوس Anoss، من الستة الذين كانوا مع بطرس في قيصرية                            |
|                                                                                              |                                                                                                | | | آفلوس المحصي Aphloss el mahssy، من الستة الذين كانوا مع بطرس في قيصرية        |
|                                                                                              |                                                                                                | | | ناوور يافوس Nawoor Yaphoss، بشر في بلاد المغرب                                |
|                                                                                              |                                                                                                | | | آستيخوس ويوريوس، بشرا في بلاد النوبة                                          |
|                                                                                              |                                                                                                | | | آريسطالوس ِAristalos، بشر في بلاد الروم                                        |
|                                                                                              |                                                                                                | | | آبومصا Abomssaa، بشر في بلاد الروم                                            |
|                                                                                              |                                                                                                | | | إسطافوس Estaphoss، بشر في بلاد الروم                                          |
|                                                                                              |                                                                                                | | | مارفينوس Marphinos                                                            |
|                                                                                              |                                                                                                | إفرايم (إفرم)                                                                                                | | روفوس المُسمى إفرام، بشر في الصين                                              |
|                                                                                              |                                                                                                | الشاب الذي أحياه السيد                                                                                       | | سمعان ابن الأرملة، مذكور في لوقا 7: 12                                        |
|                                                                                              |                                                                                                | | | مازولا Mazola (المعروف بتافوتا)                                               |
|                                                                                              |                                                                                                | | | هرمانوس Hermanoss                                                             |
|                                                                                              |                                                                                                | | | قياووس Quiaoos (قيافا Kiafa)، بشر في حمص ولم يوافق بولس على أشياء كثيرة فعلها |
|                                                                                              |                                                                                                | زكاوس (زكاي) جابي الضرائب                                                                                    | |                                                                               |
|                                                                                              |                                                                                                | جونياس Junias، من أتباع بولس، مذكور في رسالة رومية 16: 7                                                     | |                                                                               |
|                                                                                              |                                                                                                | ثيوكريتوس Theocritus                                                                                         | |                                                                               |
|                                                                                              |                                                                                                | مارثالوس Martalus                                                                                            | |                                                                               |
|                                                                                              |                                                                                                | ميلوس Milus                                                                                                  | |                                                                               |
|                                                                                              |                                                                                                | المخصي الذي عمده فيليبوس                                                                                     | |                                                                               |
|                                                                                              |                                                                                                | ثراسوس Thraseus                                                                                              | |                                                                               |
|                                                                                              |                                                                                                | آبريوس Abrios                                                                                                | |                                                                               |
|                                                                                              |                                                                                                | موتوس Motos                                                                                                  | |                                                                               |
|                                                                                              |                                                                                                | نيكيتيانوس nicetianus(نيكيتا Nicetas)                                                                        | |                                                                               |
|                                                                                              |                                                                                                | أوخستيون Euchestion ، قتله ميتاليوس فس بيزنطة                                                                | |                                                                               |
|                                                                                              |                                                                                                | سمعان، قتله ميتاليوس في بيزنطة                                                                               | |                                                                               |
|                                                                                              |                                                                                                | يوستوس Justus                                                                                                | |                                                                               |
|                                                                                              |                                                                                                | يعقوب | |                                                                               |
|                                                                                              | نوروس Nereus ، من اتباع بولس، مذكور في رسالة رومية 16: 15                                      | | |                                                                               |
| ديماس الذي أصبح كاهن للأوثان                                                                 | ديماس                                                                                          | ديماس، المذكور في رسالة تيموثاوس الثانية، من الإثني عشرة الذين رُفضوا لإنكارهم إلوهية السيد بتحريض من كيرنثوس | ديماس |                                                                               |
|                                                                                              | كليمنس Clemens، من أتباع بولس مذكور في رسالة فيلبي 4: 3                                        | | |                                                                               |
|                                                                                              | نيمفا Nympha، من اتباع بولس مذكور في رسالة كولوسي 4: 15                                        | | |                                                                               |
|                                                                                              | أوبولوس Eubulus، من أتباع بولس، مذكور في رسالة تيموثاوس الثانية 4: 21                          | | |                                                                               |
|                                                                                              | باراباس                                                                                        | | |                                                                               |
| فيغيلوس، أسقف أفسس من حزب سمعان                                                              | فيغلوس Phygelus، مذكور انه تخلى عن بولس في رسالة تيموثاوس الثانية 1: 15                        | | |                                                                               |
| هرموغينيس، أيضاص من نفس مذهب فيغيلوس                                                         | هرموغينيس Hermogenes، مذكور انه تخلى عن بولس في رسالة تيموثاوس الثانية 1: 15                   | | |                                                                               |
|                                                                                              | كايوس Caius                                                                                    | | |                                                                               |
|                                                                                              | لوكاس Lucas                                                                                    | | |                                                                               |
|                                                                                              |                                                                                                | | آبرازون ِAbrazon، من الستة الذين جاءوا مع بطرس إلى كورنيليوس، حسب كتاب النحلة                                         |                                                                               |
|                                                                                              |                                                                                                | | سمعان، من الإثني عشرة الذين رُفضوا لإنكارهم إلوهية السيدن بتحريض من كيرينثوس                                          |                                                                               |
|                                                                                              |                                                                                                | | كليثون Clithon، من الإثني عشرة الذين رُفضوا لإنكارهم إلوهية السيدن بتحريض من كيرينثوس                                 | مثال                                                                          |
|                                                                                              |                                                                                                | | نارسيسوس Narcissus، من الإثني عشرة الذين رُفضوا لإنكارهم إلوهية السيدن بتحريض من كيرينثوس                             | مثال                                                                          |

### مسائل حول النص تستدعي الدرساة

#### القوائم وتساؤلات حول ما ورد بها

##### قائمة دوروتاوس أسقف أنطاكية
تُنسب الاولي إلى دوروتاوس أسقف أنطاكية (255-362)، الذي يُنسب إليه تقليدياً كتاب أعمال السبعين تلميذ Acts of the Seventy Apostles الذي ربما يكون هو نفس العمل المُسمي إنجيل السبعين Gospel of the Seventy ولكن كلا الكتابين لا وجود لهما الآن ولكن القائمة التي لدينا موجودة من ضمن قوائم في كتاب Chronicon Paschale (المكتوب في القرن السابع الميلادي) تُنسب إلى دوروتاوس أو دوروتاوس المزعوم. وبينما تعترف الكنيسة الأورثوذكسية بهذه القوائم، تعتبرها الكنيسة الكاثوليكية لا قيمة لها.

##### قائمة منسوبة إلى يوسابيوس القيصري
القائمة الثانية موجودة في كتاب النحلة وتُنسب إلي يوسابيوس القيصري، ولكن يوسابيوس نفسه يؤكد في كتابه التاريخ الكنسي (Historia Ecclesiae، I.xii) عدم وجود قائمة مثل هذه في زمنه، وذكر من بين التلاميذ يعقوب أخو السيدJames the Lord’s brother، تاداوسThaddeus ، صفاCephas، سوستانيس Sosthenes، وبرناباBarnabas، ومتياس Matthias.

##### قائمة منسوبة إلى سليمان النسطوري
القائمة الثالثة موجودة في كتاب النحلة وتُنسب إلى سليمان النسطورى (القرن الثالث عشر)

##### قائمة منسوبة لإبن كبر
القائمة الرابعة موجودة في كتاب المصباح الذي أضاء الظلمة The Lamp that Light the Darkness لابن كبر كاهن الكنيسة المعلقة (1296 – 1332 ب.م.)

##### تساؤلات حول ما ورد في القوائم
إن كانت ظاهرة اختفاء الكتب ظاهرة محيرة في تاريخ المسيحية فالأمر الأكثر إثارة للحيرة هو ظهور معلومات مشتقة من مصادر مختفية وبعد زمن طويل من اختفائها مثل تلك القوائم التي بين أيدينا.

جميع القوائم بإستثناء يوسابيوس تضم في عددها، عدد من الحواريين الإثني عشر وهكذا ينتمى بعض الحواريين إلى كلا المجموعتين، ولكن يوسابيوس هو الوحيد الذي يذكر الحواريين الإثني عشرة كلهم ويفرق بينهم وبين التلاميذ السبعين ولا يجعل أي منهم من ضمن السبعين.

المفروض أن السبعون تلميذ كان لهم إتصال مباشر بيسوع وأنه هو الذي إختارهم بنفسه، وسواء إختارهم في حياته على الأرض أو بعد قيامه من الصلب المزعوم وقبل رفعه إلى السماء، فلا يمكن أن يكون بولس وتلاميذه من ضمن السبعين، حيث أن بولس نفسه لم يتحول إلى المسيحية إلا بعد كل تلك الأحداث أما تلاميذه وأتباعه فبالتأكيد تحولوا إلى المسيحية بعد تحول بولس، لكن مع ذلك تذخر القوائم بتلاميذ بولس بنسب متفاوتة.

مجموع الأسماء الواردة في القوائم الأربعة 204 منهم 58 من أتباع بولس و14 من الحواريين.

مجموع الأسماء الواردة في القوائم الموجودة في كتاب Chronicon Paschale 89 اسم منهم 54 من أتباع بولس وواحد من الحواريين.

مجموع الأسماء الواردة في قائمة يوسابيوس القيصري 78 اسم منهم 22 من أتباع بولس بالإضافة إلى الحواريين أو الرسل الإثني عشرة.

مجموع الأسماء الواردة في قائمة سليمان النسطورى 80 اسم منهم 18 من أتباع بولس بالإضافة إلى 12 من المرتدين بسبب رفضهم تأليه المسيح والذين أُستبدلوا ب14 آخرين، وواحد فقط من الحواريين أو الرسل.

مجموع الأسماء الواردة في قائمة ابن كبر 70 منهم 13 من اتباع بولس، بالإضافة إلى وإثنين من الحواريين.

الأسماء التي تتفقق عليها القوائم الأربعة عددها 12 منهم 7 من أتباع بولس.

المفروض بما أن المسيح هو الذي اختار هؤلاء السبعين، أن يكون هناك تماثل في عقيدتهم، ولكننا نجد أنهم ينتمون إلى فرق عديدة متنافرة، بل متعادية، وقد تصل درجة العداء بينهم إلى التكفير واللعن والطرد الكنسي وربما إلى الاضطهاد والقتل: 

فهناك طائفة المسيحيون اليهود الذين نجد منهم شخصيتين أساسيتين من زعمائهم ضمن الشخصيات الإثنتى عشر التي تتفق عليها كل القوائم، وهما يعقوب أخو السيد، وسمعان بن كلوبا ويعقوب هو أول خليفة بعد المسيح، ويُعتقد أنه بالفعل كان خليفة مثل خلفاء المسلمين: كما نجده مكتوباً في موسوعة يونيفرساليس Universali sفى الموضوع المعنون Catholicisme – Histoire de l’ eglise catholique للكاتب Danielou Jean الأستاذ في معهد باريس الكاثوليكي:

«الجماعة المسيحية قدمت انقسامات. فحول يعقول آخر، ابن خال للمسيح، تجمع المسيحيون الذين بقوا متعلقين بفرائضهم اليهودية: وهم من نسميهم» الفرقة العبرانية«. هذه الفرقة تزايد نفوذها في القدس. كانت تتمتع بتأييد الفاريسيين. ضمت بين أعضائها أقارب السيد. بعد يعقوب، الأساقفة الأوائل للقدس كانوا يُختارون من بينهم. وهو ما سماه ستوفير Staufferالخليفة.تلك السمة شرقية نمطية. من خلال أقارب السيد هؤلاء عُرفت ذكريات طفولة المسيح في الجماعة الأولي، قبل ان يتم جمعها من خلال الإنجيليين متى ولوقا. استمر المسيحيون في الانتماء ثقافياً وسياسياً إلى الشعب اليهودي. لم يتميزوا عن اليهود الآخرين إلا بإيمانهم بالمسيح.»

La communauté chrétienne présente elle-même des divisions. Autour d’un autre Jacques, cousin du Christ, se groupaient les chrétiens qui restaient attachés aux observances juives: c’est ce qu’on appelait le «parti des hébreux». Ce parti prit une influence croissante à Jérusalem. Il jouissait de la faveur des pharisiens. Il comptait parmi ses membres les parents du Seigneur, les «desposynes». Après Jacques, les premiers évêques de Jérusalem furent tous choisis parmi eux. C’est ce que Stauffer a appelé le khalifat. Le trait est typiquement oriental. C’est par ces parents du Seigneur que les souvenirs de l’enfance du Christ ont été connus de la communauté primitive, avant d’être recueillis par les évangélistes Matthieu et Luc. Les chrétiens continuent d’appartenir culturellement et politiquement au peuple juif. Ils ne se distinguent des autres Juifs que par la foi en Jésus."

كما نجد مجموعة بولس التي ابتدعت تأليه المسيح وحاربت غيرها من الطوائف حرب شعواء بالتعاون مع السلطات الرومانية حتى تمكنت من السيطرة بعد إبادة روما لأعدائها، وتولت إعادة كتابة الكتب المقدسة بما يثبت صحتها وإخفاء الكثير من الكتب التي تعارضها.

نجد أيضاً مجموعة مثل مجموعة الإثني عشر مرتد الموجودة في قائمة سليمان النسطورى، والذين رفضوا تأليه المسيح وإتبعوا سيرينتوس Cerintus

نجد أيضاً فيجيلوس Phygelus وهرموجينيس Hermogenes الذين تحولا عن بولس مع كل من في آسيا

نجد ديماس Demas الذي أحب العالم الحاضر وهجر بولس وذهب إلي تالونيكى، وكريسكس Crescens الذي ذهب إلى غلاطية، وتيطس الذي ذهب إلى دلماطية. 

نجد الشمامسة السبعة الذين يُنسب إليهم نيقولاوس الذي تنتمي إليه طائفة النيقولاويين، فنجد قائمة دوروتاوس المزعوم وسليمان النسطورى تذكر كل منهما ستة فقط من المجموعة وتستثني نيقولاوس، أما ابن كبر فيذكر السبعة كلهم بما فيهم نيقولاوس، ويوسابيوس القيصري لا يدرج أي منهم في قائمته.

نجد في قائمة ابن كبر أسماء دُعاة أُرسلوا إلى الصين والهند والمغرب وبعلبك وحمص وبلاد الروم. وهذا الأمر يبدو منطقياً ومتماشياً مع نص لوقا الإصحاح العاشر الذي يقول ان المسيح أرسل دعاة إلى جميع أرجاء الأرض. ولكن لا يوجد ذكر لانتمائهم المذهبي وهذا أيضاً منطقي لأن الخلافات المذهبية لم تكن موجودة أثناء وجود المسيح، ولم تظهر إلى بعد ذلك بزمان خاصة بعد ظهور بولس.

نجد مجموعة من أتباع أندراوس الذين لا يبدو أنه كان هناك بينه وبين بولس صلة أو تعاون، ولا نعلم كيف يكون بولس هو نبي الأميين الذي لولاه لما انتشرت المسيحية لغير اليهود؟ فالمعلومات التي تُقدم لنا تقول أنه هو الوحيد الذي قام بنشر المسيحية بين الأميين، وباعتراض أولي من الحواريين، ولكننا نجد هنا أندراوس واتباعه يعملون في الدعوة في آسيا وأوروبا الشرقية ربما قبل أن يبدأ بولس تبشيره بينهم ولا نجد أي ذكر أو إشارة في الأناجيل ولا أعمال الرسل إلى وجود أندراوس وعمله التبشيري ولا إلى وجود أي نوع من التعاون بينه وبين بولس، ولكن هناك إشاره من ولس في الرسالة إلى أهل روما، الإصحاح الخامس عشر، إلى وجود دعاة من قبله إلى المسيح في الأماكن التي مارس فيها دعوته، وان دعوته عانت وأنه لاقي مشقة في نشر دعوته المخالفة للدعوة السابقة والحلول محلها، وأنه بعد ذلك سيذهب إلى أماكن لم يُدعى فيها من قبل إلى الإيمان بالمسيح، ليكون النجاح في جذب الناس إلى دعوته المخالفة أسهل. وأنه لنفس ذلك السبب (وجود أساس من الدعوة إلى المسيح مخالف لدعوته، من قبله في روما) يقول:«مُنعت من القدوم إليكم كثيراً». 

""20 وهكذا أطمح بالتبشير بالإنجيل، ليس حيث نودي باسم المسيح من قبل، بحيث لا أبني على أساس إنسان غيرى؛ 21 ولكن مكتوب، "الذين ليس لديهم خبر عنه سيرون، والذين لم يسمعوا (عنه) سيفهمون." 22 لذلك السبب مُنعت كثيراً من المجيء إليكم؛ 23 ولكن الآن، بعد أن لم يعد لى مكان في هذه المناطق، وبما أنني مشتاق من سنين إلى المجيء إليكم؛ 24 عندما أذهب إلى أسبانيا – أرجو أن آراكم أثناء مرورى، وأن ألقي منكم مساعدة في طريقى إلى هناك، بعد أن أتمتع بصحبتكم لفترة من الزمن—25 اما الآن فانا ذاهب إلى القدس لخدمة القديسين 26 لأن مقدونيا واخائية سعدتا بالتبرع من أجل الفقراء بين القديسين في القدس. 27 نعم سعدوا بفعل ذلك، وهم مدينون لهم. فلو كان الاميون قد شاركوهم في شئونهم الروحانية، فهم مدينون بخدمتهم أيضاً في شئونهم المادية. 28 لذلك بعد أن أنتهي من ذلك، وأضع ختمي على ثمرتهم، سأذهب بالمرور عليكم إلى أسبانيا."(الرسالة إلى أهل رومية: الإصحاح الخامس عشر)

```
نجد أيضاً في القوائم اسم كادراتوس، Quadratus وهو أول المعتذرين المدافعين عن المسيحية Apologist والذي وجه خطاباً للإمبراطور هادريان أثناء زيارته لأثينا عام 124 ب.م.
```

ونجد سمعان القيرواني تلك الشخصية المحيرة والذي أنه سُخر لحمل صليب المسيح. 

نجد أيضاً في قائمة سليمان النسطورى الستة الذين كانوا مع بطرس في روما، والستة الذين أتوا مع بطرس إلى كورنيليوس.

نجد أيضا من ضمن قائمة ابن كبر ميليوس البابا الثالث للإسكندرية (المتوفى عام 95 ب.م.)

نجد في قائمة دوروتاوس المزعوم لينوي باب روما المتوفى عام 76 ب.م.

نجد في قائمة ابن كبر مجموعة الستة الذين كانوا مع بطرس في قيصرية.

#### تناقضات مع نصوص كتابية أخرى
هناك نصوص بتكليف صغير وآخر كبير من يسوع بالتبشير أو نشر الدعوة.

تعبير التكليف، يشير إلى تكليف يسوع أتباعه بتوسيع نطاق الدعوة بعد أن كان محصوراً في نطاق أضيق فقط في بني إسرائيل، لينطلق تلاميذه ينشرون الدعوة في كل الأمم، وهذا الانتقال هو خطوة مرحلية يشير إلى نجاح الدعوة في بني إسرائيل، هذا التدبير في نشر دعوة والتبليغ نجده سمة في الرسالات السماوية فنجد مثيلاً له في الإسلام فالنبي محمد، أُمر ببدء بالدعوة بين المقربين منه، أولاً ثم في قريش ثم أُمر بعد ذلك بعرضها على كافة قبائل العرب ثم أمر بعد ذلك أصحابه بنشرها في كل أرجاء العالم والجهاد في سبيل الله من أجل نشرها.

كذلك نجد يسوع هنا يقول صراحة انه أُرسل ليفرق بين المسلم والكافر حتى لو كانوا من أهل بيت واحد وأنه جاء ليجاهد (الكفر) بالسيف وهو مماثل لدعوة النبي محمد والرسل جميعاً من قبله. ولكن الوصول إلى تلك المرحلة يعنى تحقيق انتصار وغلبة في المراحل السابقة. وهكذا يقول النص أنه اختار عدد أكبر من التلاميذ وامرهم بالانطلاق إلى كل المدن بدون تحديد.

##### نص التكليف الصغير
1. ثُمَّ دَعَا تَلاَمِيذَهُ الاثْنَيْ عَشَرَ وَأَعْطَاهُمْ سُلْطَانًا عَلَى أَرْوَاحٍ نَجِسَةٍ حَتَّى يُخْرِجُوهَا، وَيَشْفُوا كُلَّ مَرَضٍ وَكُلَّ ضُعْفٍ.
2. وَأَمَّا أَسْمَاءُ الاثْنَيْ عَشَرَ رَسُولاً فَهِيَ هذِهِ: اَلأَوَّلُ سِمْعَانُ الَّذِي يُقَالُ لَهُ بُطْرُسُ، وَأَنْدَرَأوُسُ أَخُوهُ. يَعْقُوبُ بْنُ زَبْدِي، وَيُوحَنَّا أَخُوهُ.
3. فِيلُبُّسُ، وَبَرْثُولَمَأوُسُ. تُومَا، وَمَتَّى الْعَشَّارُ. يَعْقُوبُ بْنُ حَلْفَى، وَلَبَّأوُسُ الْمُلَقَّبُ تَدَّأوُسَ.
4. سِمْعَانُ الْقَانَوِيُّ، وَيَهُوذَا الإِسْخَرْيُوطِيُّ الَّذِي أَسْلَمَهُ.
5. هؤُلاَءِ الاثْنَا عَشَرَ أَرْسَلَهُمْ يَسُوعُ وَأَوْصَاهُمْ قَائِلاً:«إِلَى طَرِيقِ أُمَمٍ لاَ تَمْضُوا، وَإِلَى مَدِينَةٍ لِلسَّامِرِيِّينَ لاَ تَدْخُلُوا.
6. بَلِ اذْهَبُوا بِالْحَرِيِّ إِلَى خِرَافِ بَيْتِ إِسْرَائِيلَ الضَّالَّةِ.
7. وَفِيمَا أَنْتُمْ ذَاهِبُونَ اكْرِزُوا قَائِلِينَ: إِنَّهُ قَدِ اقْتَرَبَ مَلَكُوتُ السَّمَأوَاتِ.
8. اِشْفُوا مَرْضَى. طَهِّرُوا بُرْصًا. أَقِيمُوا مَوْتَى. أَخْرِجُوا شَيَاطِينَ. مَجَّانًا أَخَذْتُمْ، مَجَّانًا أَعْطُوا.
9. لاَ تَقْتَنُوا ذَهَبًا وَلاَ فِضَّةً وَلاَ نُحَاسًا فِي مَنَاطِقِكُمْ،
10. وَلاَ مِزْوَدًا لِلطَّرِيقِ وَلاَ ثَوْبَيْنِ وَلاَ أَحْذِيَةً وَلاَ عَصًا، لأَنَّ الْفَاعِلَ مُسْتَحِق÷ طَعَامَهُ.
11. «وَأَيَّةُ مَدِينَةٍ أَوْ قَرْيَةٍ دَخَلْتُمُوهَا فَافْحَصُوا مَنْ فِيهَا مُسْتَحِق÷، وَأَقِيمُوا هُنَاكَ حَتَّى تَخْرُجُوا.
12. وَحِينَ تَدْخُلُونَ الْبَيْتَ سَلِّمُوا عَلَيْهِ،
13. فَإِنْ كَانَ الْبَيْتُ مُسْتَحِقًّا فَلْيَأْتِ سَلاَمُكُمْ عَلَيْهِ، وَلكِنْ إِنْ لَمْ يَكُنْ مُسْتَحِقًّا فَلْيَرْجعْ سَلاَمُكُمْ إِلَيْكُمْ.
14. وَمَنْ لاَ يَقْبَلُكُمْ وَلاَ يَسْمَعُ كَلاَمَكُمْ فَاخْرُجُوا خَارِجًا مِنْ ذلِكَ الْبَيْتِ أَوْ مِنْ تِلْكَ الْمَدِينَةِ، وَانْفُضُوا غُبَارَ أَرْجُلِكُمْ.
15. اَلْحَقَّ أَقُولُ لَكُمْ: سَتَكُونُ لأَرْضِ سَدُومَ وَعَمُورَةَ يَوْمَ الدِّينِ حَالَةٌ أَكْثَرُ احْتِمَالاً مِمَّا لِتِلْكَ الْمَدِينَةِ.
16. «هَا أَنَا أُرْسِلُكُمْ كَغَنَمٍ فِي وَسْطِ ذِئَابٍ، فَكُونُوا حُكَمَاءَ كَالْحَيَّاتِ وَبُسَطَاءَ كَالْحَمَامِ.
17. وَلكِنِ احْذَرُوا مِنَ النَّاسِ، لأَنَّهُمْ سَيُسْلِمُونَكُمْ إِلَى مَجَالِسَ، وَفِي مَجَامِعِهِمْ يَجْلِدُونَكُمْ.
18. وَتُسَاقُونَ أَمَامَ وُلاَةٍ وَمُلُوكٍ مِنْ أَجْلِي شَهَادَةً لَهُمْ وَلِلأُمَمِ.
19. فَمَتَى أَسْلَمُوكُمْ فَلاَ تَهْتَمُّوا كَيْفَ أَوْ بِمَا تَتَكَلَّمُونَ، لأَنَّكُمْ تُعْطَوْنَ فِي تِلْكَ السَّاعَةِ مَا تَتَكَلَّمُونَ بِهِ،
20. لأَنْ لَسْتُمْ أَنْتُمُ الْمُتَكَلِّمِينَ بَلْ رُوحُ أَبِيكُمُ الَّذِي يَتَكَلَّمُ فِيكُمْ.
21. وَسَيُسْلِمُ الأَخُ أَخَاهُ إِلَى الْمَوْتِ، وَالأَبُ وَلَدَهُ، وَيَقُومُ الأَوْلاَدُ عَلَى وَالِدِيهِمْ وَيَقْتُلُونَهُمْ،
22. وَتَكُونُونَ مُبْغَضِينَ مِنَ الْجَمِيعِ مِنْ أَجْلِ اسْمِي. وَلكِنِ الَّذِي يَصْبِرُ إِلَى الْمُنْتَهَى فَهذَا يَخْلُصُ.
23. وَمَتَى طَرَدُوكُمْ فِي هذِهِ الْمَدِينَةِ فَاهْرُبُوا إِلَى الأُخْرَى. فَإِنِّي الْحَقَّ أَقُولُ لَكُمْ: لاَ تُكَمِّلُونَ مُدُنَ إِسْرَائِيلَ حَتَّى يَأْتِيَ ابْنُ الإِنْسَانِ.
24. «لَيْسَ التِّلْمِيذُ أَفْضَلَ مِنَ الْمُعَلِّمِ، وَلاَ الْعَبْدُ أَفْضَلَ مِنْ سَيِّدِهِ.
25. يكْفِي التِّلْمِيذَ أَنْ يَكُونَ كَمُعَلِّمِهِ، وَالْعَبْدَ كَسَيِّدِهِ. إِنْ كَانُوا قَدْ لَقَّبُوا رَبَّ الْبَيْتِ بَعْلَزَبُولَ، فَكَمْ بِالْحَرِيِّ أَهْلَ بَيْتِهِ!
26. فَلاَ تَخَافُوهُمْ. لأَنْ لَيْسَ مَكْتُومٌ لَنْ يُسْتَعْلَنَ، وَلاَ خَفِيٌّ لَنْ يُعْرَفَ.
27. اَلَّذِي أَقُولُهُ لَكُمْ فِي الظُّلْمَةِ قُولُوهُ فِي النُّورِ، وَالَّذِي تَسْمَعُونَهُ فِي الأُذُنِ نَادُوا بِهِ عَلَى السُّطُوحِ،
28. وَلاَ تَخَافُوا مِنَ الَّذِينَ يَقْتُلُونَ الْجَسَدَ وَلكِنَّ النَّفْسَ لاَ يَقْدِرُونَ أَنْ يَقْتُلُوهَا، بَلْ خَافُوا بِالْحَرِيِّ مِنَ الَّذِي يَقْدِرُ أَنْ يُهْلِكَ النَّفْسَ وَالْجَسَدَ كِلَيْهِمَا فِي جَهَنَّمَ.
29. أَلَيْسَ عُصْفُورَانِ يُبَاعَانِ بِفَلْسٍ؟ وَوَاحِدٌ مِنْهُمَا لاَ يَسْقُطُ عَلَى الأَرْضِ بِدُونِ أَبِيكُمْ.
30. وَأَمَّا أَنْتُمْ فَحَتَّى شُعُورُ رُؤُوسِكُمْ جَمِيعُهَا مُحْصَاةٌ.
31. فَلاَ تَخَافُوا! أَنْتُمْ أَفْضَلُ مِنْ عَصَافِيرَ كَثِيرَةٍ!
32. فَكُلُّ مَنْ يَعْتَرِفُ بِي قُدَّامَ النَّاسِ أَعْتَرِفُ أَنَا أَيْضًا بِهِ قُدَّامَ أَبِي الَّذِي فِي السَّمَأوَاتِ،
33. وَلكِنْ مَنْ يُنْكِرُني قُدَّامَ النَّاسِ أُنْكِرُهُ أَنَا أَيْضًا قُدَّامَ أَبِي الَّذِي فِي السَّمَأوَاتِ.
34. «لاَ تَظُنُّوا أَنِّي جِئْتُ لأُلْقِيَ سَلاَمًا عَلَى الأَرْضِ. مَا جِئْتُ لأُلْقِيَ سَلاَمًا بَلْ سَيْفًا.
35. فَإِنِّي جِئْتُ لأُفَرِّقَ الإِنْسَانَ ضِدَّ أَبِيهِ، وَالابْنَةَ ضِدَّ أُمِّهَا، وَالْكَنَّةَ ضِدَّ حَمَاتِهَا.
36. وَأَعْدَاءُ الإِنْسَانِ أَهْلُ بَيْتِهِ.
37. مَنْ أَحَبَّ أَبًا أَوْ أُمًّا أَكْثَرَ مِنِّي فَلاَ يَسْتَحِقُّنِي، وَمَنْ أَحَبَّ ابْنًا أَوِ ابْنَةً أَكْثَرَ مِنِّي فَلاَ يَسْتَحِقُّنِي،
38. وَمَنْ لاَ يَأْخُذُ صَلِيبَهُ وَيَتْبَعُني فَلاَ يَسْتَحِقُّنِي.
39. مَنْ وَجَدَ حَيَاتَهُ يُضِيعُهَا، وَمَنْ أَضَاعَ حَيَاتَهُ مِنْ أَجْلِي يَجِدُهَا.
40. مَنْ يَقْبَلُكُمْ يَقْبَلُنِي، وَمَنْ يَقْبَلُني يَقْبَلُ الَّذِي أَرْسَلَنِي.
41. مَنْ يَقْبَلُ نَبِيًّا بِاسْمِ نَبِيٍّ فَأَجْرَ نَبِيٍّ يَأْخُذُ، وَمَنْ يَقْبَلُ بَارًّا بِاسْمِ بَارّ فَأَجْرَ بَارّ يَأْخُذُ،
42. وَمَنْ سَقَى أَحَدَ هؤُلاَءِ الصِّغَارِ كَأْسَ مَاءٍ بَارِدٍ فَقَطْ بِاسْمِ تِلْمِيذٍ، فَالْحَقَّ أَقُولُ لَكُمْ إِنَّهُ لاَ يُضِيعُ أَجْرَهُ».

##### نص التكليف الكبير
هو ما أُشير إليه سابقاً في إنجيل لوقا، الإصحاح العاشر وبه إشارة إلى السبعين تلميذ (الآخرين)، إضافة إلى الإثني عشر السابقين الذين تم الإشارة إليهم في نص التكليف الكبير في الإصحاح العاشر بلوقا.

##### نصوص أخرى تشير إلى التكليف
وهناك نصوص أخرى في الاناجيل تشير إلى تكليفات أخرى من يسوع ومنها.

نهاية إنجيل متى الإصحاح الثامن والعشرون (16 - 20):

16 وَأَمَّا الأَحَدَ عَشَرَ تِلْمِيذًا فَانْطَلَقُوا إِلَى الْجَلِيلِ إِلَى الْجَبَلِ، حَيْثُ أَمَرَهُمْ يَسُوعُ.

17 وَلَمَّا رَأَوْهُ سَجَدُوا لَهُ، وَلكِنَّ بَعْضَهُمْ شَكُّوا.

18 فَتَقَدَّمَ يَسُوعُ وَكَلَّمَهُمْ قَائِلاً:«دُفِعَ إِلَيَّ كُلُّ سُلْطَانٍ فِي السَّمَاءِ وَعَلَى الأَرْضِ،

19 فَاذْهَبُوا وَتَلْمِذُوا جَمِيعَ الأُمَمِ وَعَمِّدُوهُمْ بِاسْمِ الآب وَالابْنِ وَالرُّوحِ الْقُدُسِ.

20 وَعَلِّمُوهُمْ أَنْ يَحْفَظُوا جَمِيعَ مَا أَوْصَيْتُكُمْ بِهِ. وَهَا أَنَا مَعَكُمْ كُلَّ الأَيَّامِ إِلَى انْقِضَاءِ الدَّهْرِ». آمِينَ.

ونهاية إنجيل لوقا الإصحاح الرابع والعشرون (44- 52)

44 وَقَالَ لَهُمْ:«هذَا هُوَ الْكَلاَمُ الَّذِي كَلَّمْتُكُمْ بِهِ وَأَنَا بَعْدُ مَعَكُمْ: أَنَّهُ لاَ بُدَّ أَنْ يَتِمَّ جَمِيعُ مَا هُوَ مَكْتُوبٌ عَنِّي فِي نَامُوسِ مُوسَى وَالأَنْبِيَاءِ وَالْمَزَامِيرِ».

45 حِينَئِذٍ فَتَحَ ذِهْنَهُمْ لِيَفْهَمُوا الْكُتُبَ.

46 وَقَالَ لَهُمْ:«هكَذَا هُوَ مَكْتُوبٌ، وَهكَذَا كَانَ يَنْبَغِي أَنَّ الْمَسِيحَ يَتَأَلَّمُ وَيَقُومُ مِنَ الأَمْوَاتِ فِي الْيَوْمِ الثَّالِثِ،

47 وَأَنْ يُكْرَزَ بِاسْمِهِ بِالتَّوْبَةِ وَمَغْفِرَةِ الْخَطَايَا لِجَمِيعِ الأُمَمِ، مُبْتَدَأً مِنْ أُورُشَلِيمَ.

48 وَأَنْتُمْ شُهُودٌ لِذلِكَ.

49 وَهَا أَنَا أُرْسِلُ إِلَيْكُمْ مَوْعِدَ أَبِي. فَأَقِيمُوا فِي مَدِينَةِ أُورُشَلِيمَ إِلَى أَنْ تُلْبَسُوا قُوَّةً مِنَ الأَعَالِي».

50 وَأَخْرَجَهُمْ خَارِجًا إِلَى بَيْتِ عَنْيَا، وَرَفَعَ يَدَيْهِ وَبَارَكَهُمْ.

51 وَفِيمَا هُوَ يُبَارِكُهُمُ، انْفَرَدَ عَنْهُمْ وَأُصْعِدَ إِلَى السَّمَاءِ.

52 فَسَجَدُوا لَهُ وَرَجَعُوا إِلَى أُورُشَلِيمَ بِفَرَحٍ عَظِيمٍ، 53وَكَانُوا كُلَّ حِينٍ فِي الْهَيْكَلِ يُسَبِّحُونَ وَيُبَارِكُونَ اللهَ. آمِينَ.

وفي أعمال الرسل الإصحاح الأول (1-8)

1 اَلْكَلاَمُ الأَوَّلُ أَنْشَأْتُهُ يَا ثَأوُفِيلُسُ، عَنْ جَمِيعِ مَا ابْتَدَأَ يَسُوعُ يَفْعَلُهُ وَيُعَلِّمُ بِهِ،

2 إِلَى الْيَوْمِ الَّذِي ارْتَفَعَ فِيهِ، بَعْدَ مَا أَوْصَى بِالرُّوحِ الْقُدُسِ الرُّسُلَ الَّذِينَ اخْتَارَهُمْ.

3 اَلَّذِينَ أَرَاهُمْ أَيْضًا نَفْسَهُ حَيًّا بِبَرَاهِينَ كَثِيرَةٍ، بَعْدَ مَا تَأَلَّمَ، وَهُوَ يَظْهَرُ لَهُمْ أَرْبَعِينَ يَوْمًا، وَيَتَكَلَّمُ عَنِ الأُمُورِ الْمُخْتَصَّةِ بِمَلَكُوتِ اللهِ.

4 وَفِيمَا هُوَ مُجْتَمِعٌ مَعَهُمْ أَوْصَاهُمْ أَنْ لاَ يَبْرَحُوا مِنْ أُورُشَلِيمَ، بَلْ يَنْتَظِرُوا «مَوْعِدَ الآبِ الَّذِي سَمِعْتُمُوهُ مِنِّي،

5 لأَنَّ يُوحَنَّا عَمَّدَ بِالْمَاءِ، وَأَمَّا أَنْتُمْ فَسَتَتَعَمَّدُونَ بِالرُّوحِ الْقُدُسِ، لَيْسَ بَعْدَ هذِهِ الأَيَّامِ بِكَثِيرٍ».

6 أَمَّا هُمُ الْمُجْتَمِعُونَ فَسَأَلُوهُ قَائِلِينَ:«يَارَبُّ، هَلْ فِي هذَا الْوَقْتِ تَرُدُّ الْمُلْكَ إِلَى إِسْرَائِيلَ؟»

7 فَقَالَ لَهُمْ:«لَيْسَ لَكُمْ أَنْ تَعْرِفُوا الأَزْمِنَةَ وَالأَوْقَاتَ الَّتِي جَعَلَهَا الآبُ فِي سُلْطَانِهِ،

8 لكِنَّكُمْ سَتَنَالُونَ قُوَّةً مَتَى حَلَّ الرُّوحُ الْقُدُسُ عَلَيْكُمْ، وَتَكُونُونَ لِي شُهُودًا فِي أُورُشَلِيمَ وَفِي كُلِّ الْيَهُودِيَّةِ وَالسَّامِرَةِ وَإِلَى أَقْصَى الأَرْضِ».

وفي يوحنا الإصحاح العشرون ()

19 وَلَمَّا كَانَتْ عَشِيَّةُ ذلِكَ الْيَوْمِ، وَهُوَ أَوَّلُ الأُسْبُوعِ، وَكَانَتِ الأَبْوَابُ مُغَلَّقَةً حَيْثُ كَانَ التَّلاَمِيذُ مُجْتَمِعِينَ لِسَبَبِ الْخَوْفِ مِنَ الْيَهُودِ، جَاءَ يَسُوعُ وَوَقَفَ فِي الْوَسْطِ، وَقَالَ لَهُمْ:«سَلاَمٌ لَكُمْ!»

20 وَلَمَّا قَالَ هذَا أَرَاهُمْ يَدَيْهِ وَجَنْبَهُ، فَفَرِحَ التَّلاَمِيذُ إِذْ رَأَوْا الرَّبَّ.

21 فَقَالَ لَهُمْ يَسُوعُ أَيْضًا:«سَلاَمٌ لَكُمْ! كَمَا أَرْسَلَنِي الآبُ أُرْسِلُكُمْ أَنَا».

22 وَلَمَّا قَالَ هذَا نَفَخَ وَقَالَ لَهُمُ:«اقْبَلُوا الرُّوحَ الْقُدُسَ.

23 مَنْ غَفَرْتُمْ خَطَايَاهُ تُغْفَرُ لَهُ، وَمَنْ أَمْسَكْتُمْ خَطَايَاهُ أُمْسِكَتْ».

وفي نهاية مرقس الإصحاح السادس عشر (14 - 20)

14 أَخِيرًا ظَهَرَ لِلأَحَدَ عَشَرَ مُتَّكِئُونَ، وَهُمْ وَوَبَّخَ عَدَمَ إِيمَانِهِمْ وَقَسَأوَةَ قُلُوبِهِمْ، لأَنَّهُمْ لَمْ يُصَدِّقُوا الَّذِينَ نَظَرُوهُ قَدْ قَامَ.

15 وَقَالَ لَهُمُ:«اذْهَبُوا إِلَى الْعَالَمِ أَجْمَعَ وَاكْرِزُوا بِالإِنْجِيلِ لِلْخَلِيقَةِ كُلِّهَا.

16 مَنْ آمَنَ وَاعْتَمَدَ خَلَصَ، وَمَنْ لَمْ يُؤْمِنْ يُدَنْ.

17 وَهذِهِ الآيَاتُ تَتْبَعُ الْمُؤْمِنِينَ: يُخْرِجُونَ الشَّيَاطِينَ بِاسْمِي، وَيَتَكَلَّمُونَ بِأَلْسِنَةٍ جَدِيدَةٍ.

18 يَحْمِلُونَ حَيَّاتٍ، وَإِنْ شَرِبُوا شَيْئًا مُمِيتًا لاَ يَضُرُّهُمْ، وَيَضَعُونَ أَيْدِيَهُمْ عَلَى الْمَرْضَى فَيَبْرَأُونَ».

19 ثُمَّ إِنَّ الرَّبَّ بَعْدَمَا كَلَّمَهُمُ ارْتَفَعَ إِلَى السَّمَاءِ، وَجَلَسَ عَنْ يَمِينِ اللهِ.

20 وَأَمَّا هُمْ فَخَرَجُوا وَكَرَزُوا فِي كُلِّ مَكَانٍ، وَالرَّبُّ يَعْمَلُ مَعَهُمْ وَيُثَبِّتُ الْكَلاَمَ بِالآيَاتِ التَّابِعَةِ. آمِينَ.

##### مقارنة بين النصوص
لو قارنا بين نصوص التكليف في الإصحاحين العاشر في متى ولوقا ونهايات أناجيل متى زلوقا ومرقس نجد اختلافات جوهرية في التوقيت والمضمون. التكليف في الإصحاحين العاشر في متى ولوقا تمت في حياة يسوع وبمضمون متشابه. في متى كان التكليف لإثني عشر أثرسلوا إلى خراف بني إسرائيل للتبشير باقتراب ملكوت السموات، وامرهم ألا يأخذوا معهم متاع ولا ذهب وألا يتلقوا أجراً إلا الطعام الذي هو حق الضيف فقط وأمرهم بألا يخافوا من الناس ويكونوا مستعدين للتضحية بأنفسهم في سبيل نشر الدعوة وامرهم بالصبر على ما سيلاقونه من مشقة ووعدهم بالاجر الكبير.

النص في الإصحاح العاشر في لوقا يبين ان التكليف تم في حياة يسوع أيضاً، ولكن على نطاق أوسع، خارج حدود بني إسرائيل وبإضافة عدد أكبر من الدعاة هم السبعين تلميذ الآخرين وبنفس المضمون الوارد في الإصحاح العاشر من متى.

في النصوص الواردة في نهايات اناجيل متى ولوقا ومرقس ويوحنا وبداية أعمال الرسل، يختلف التوقيت والمضمون. فالتوقيت هنا بعد قيام يسوع من الموت وتحوله إلى إله. المضمون في متى هو التلمذة والتعميد لكل الأمم باسم الأب والابن والروح القدس. وفي نهاية لوقا أمرهم أن يكرزوا باسمه بالتوبة ومغفرة الخطايا لجميع الأمم مبتدئين من أورشليم، واشترط عليهم أن لا يخرجوا خارج حدود أورشليم إلا بعد أن يُلبسوا قوة من الأعالي (الروح القدس). مضمون أوائل أعمال الرسل يشابه مضمون نهاية لوقا وهو ما يشير إلى ان كاتبهما واحد. مضمون نهاية يوحنا يؤكد أن إرسال يسوع للتلاميذ لم يكن إلا بعد قيامه من الموت وبعد تحوله إلى إله تقديراً له على قبول الصلب فداءً للعالم، وبعد ان أصبح يسوع إله أصبح بإمكانه إرسال الرسل، التي هي وظيفة إلهية. فهنا التلاميذ لم يعودوا مجرد تلاميذ أو مبشرين وإنما تحولوا إلى رسل مثل الرسل السابقين المرسلين من الله، بعد ان أرسلهم يسوع الإله وليس البشري «كما أرسلني الأب، أرسلكم انا». فالإرسال هنا إلهي مماثل لإرسال الإله الأب.

في النصوص الواردة في نهايات الاناجيل وفي اوائل أعمال الرسل، نجد تحولاً في طبيعة الدعوة نفسها وتوجهاتها وأساليبها وظروفها، هذا التحول نشأ نتيجة صلب المسيح وقيامه من الموت مما أدي إلى حدوث تبدل كلي للتدبير الإلهى، فنتيجة لهذا التبدل الكلى ظهرت أهمية خاصة للتعميد لا نجدها في النصين السابقين (الإصحاح العاشر في لوقا ومتى)، فالقوة التي يستندون عليها في عملهم التبشيري تأتي من منحهم الروح القدس وهو ما سيقع في اليوم الخمسين، وتعميد يوحنا الذي كان بالماء، والذي يُفهم منه أنه كان مجرد اغتسال التوبة وعلامة على الانتقال من التوبة إلى الإيمان، والذي نجد مثلة في شريعة النبي محمد، حل محله التعميد بالروح القدس.
وصية المسيح لهم في نص أعمال الرسل بألا يبرحوا أورشليم بل يبقوا حتى يأتى الموعد الذي سمعوه منه، غير واضح مدلوله تماما، ً خاصة إذا ما قورنت بنصوص أخرى مثل النص في لوقا الإصحاح العاشر والذي يأمر به تلاميذه بالانطلاق بالدعوة في أرجاء الأرض وهو الامر الذي يُعتقد انه صدر قبل الرفع ومحاولة الصلب، فكيف يمكن التوفيق بين الأمر بعدم مغادرة أورشليم مع الامر السابق بالانطلاق بالدعوة في أرجاء الأرض.

```
فهل المقصود من هذا الموعد هو دخول الروح القدس فيهم، وهو الأمر الذي تم في اليوم الخمسين بعد الرفع الذي تم في اليوم الأربعين، حسب ما هو مذكور في أعمال الرسل الإصحاح الثاني، ولكن في نص يوحنا نفخ فيهم المسيح الروح القدس بنفسه في عشية يوم قيامته اليوم الثالث، وهو أول الأسبوع قبل رفعه.
```

النص في لوقايحتوي على تكليف بدعوة الأمم كلها إلى التوبة وتبشيرهم بمغفرة الخطايا التي تتبع التوبة بدءاً من أورشليم، وأن لا يغادروا مدينة أورشليم حتى يلبسوا قوة من الاعالى (منحهم الروح القدس).

النص في آخر متى، يقول أن التلاميذ إنطلقوا إلى الجليل بناء على أمر يسوع للنسوة، ويحتوى على تكليف من المسيح لتلاميذه بالذهاب إلى كل الأمم وتعليمهم وتعميدهم باسم الأب والابن والروح القدس. وليس هناك ذكر للاربعين يوم ولا لانتظار نزول الروح القدس في اليوم الخمسين. ولكن المفهوم من النصوص أن التعميد بالروح القدس يتطلب ان من يقوم به يجب ان يكون قد أُلبس من قبل الروح القدس. ولكن هنا أمر المسيح تلاميذه بالفعل بالتعميد بالروح القدس بالرغم من عدم وجود ذكر انهم أُلبسوا بالروح القدس. 

وبهذ فحسب نص يوحنا نُفخت الروح القدس في الحواريين الإحدي عشر في اليوم الثالث أول أيام الأسبوع، أما حسب أعمال الرسل فقد نُفخت في اليوم الخمسين بعد إستكمال العدد بمتياس إلى إثنتي عشرة بسبب خروج يهوذا الإسخريوطي فتكون الروح القدس نُفخت في هذه الحالة في إثنتي عشرة حوارى.
مفهوم منح الروح القدس للرسل مختلف أيضاً فبينما يبدو انه قوة وتأييد بالمعجزات والتنبؤ والكلام بالألسنة في أعمال الرسل، وهو الأمر الذي قد يخدم الدعوة إلى الله. يبدو في إنجيل يوحنا انه منح لسلطات إلهية للرسل تتمثل هنا في مغفرة أو إمساك الخطايا، وهو أمر كان من قبل هذا التحول في التدبير الإلهي من اختصاص الله وحده، فهو الذي له حق المغفرة أو المعاقبة، حتى اننا لا نجد في الإنجيل أو التوراة تفويض من الله لاى من رسله وأنبيائه لسلطان المغفرة أو العقاب، حتى للمسيح نفسه. ولكن لماذا يتنازل الله عن هذا الحق لبشر، هذا الامر يبدو غير مبرر، ولكن يمكن فهم دوافعه من الاحداث التي ستقع بعد ذلك من محاولة سيطرة الكنيسة التي لم تكن قد نشأت بعد على الناس وإخضاعهم لسلطتها. وهذا الامر لا علاقة له لا بالمسيح ولا بالحواريين أو الرسل، ولكنه كان لخدمة المصلحة السياسية للدولة الرومانية من خلال الجهاز الكهنوتى ذو الصلاحيات الإلهية.

أما بالنسبة للنص الموجود في آخر إنجيل مرقس، فالأمر يمثل لغز، فأقدم المخطوطات الموجودة (SinaiticusوVaticanus،) لإنجيل مرقس والتي تعود الي القرن الرابع الميلادى تنتهى بالآية الثامنة من الإصحاح السادس عشر، بخروج مريم المجدلية ومريم أم يعقوب وسالومة من القبر مسرعات بسبب الخوف بعد أن أخبرهم شاب في القبر ان المسيح قام وأنه كلفهم بتبليغ تلاميذه انه سيسبقهم إلي الجليل، ولكنهن لم يقلن شيء لأنهن كن خائفات.

كما ان مخطوطة أخرى تعود إلى القرن الثاني عشر، هي (minuscule 304)تحذف آخر إثنتي عشر آية (من 9 إلى 20). مخطوطة (Codex Washingtonianus)التي تعود إلى أواخر القرن الرابع وأوائل القرن الخامس الميلاديين، تتضمن الآيات من 9 إلى 20 ولكنها تحتوى على إضافة تُعرف بالـ “Freer Logion” بين الآية الرابعة عشرة والخامسة عشرة : " واعتذروا قائلين، هذا العصر الكافر المخالف للشرع تحت سلطان الشيطان، الذي لا يسمح لسلطان وحقيقة الله بالهيمنة فوق الأشياء النجسة في الأرواح [ أو، لا يسمح لما يقبع تحت الأرواح النجسة بفهم حقيقة وسلطان الله]. فقالوا للمسيح: "لهذا إكشف الآن استقامتك". وأجاب عليهم المسيح، "سنوات الشيطان تمت (الزمن المقدر لغلبة سلطان الشيطان قد انتهى)، ولكن أشياء أخرى رهيبة تقترب. وأنا قد سُلمت للذين ارتكبوا الآثام من أجل الموت (ليقتلونى)، حتى يتمكنوا من العودة إلى الحق ولا يرتكبوا مزيد من الآثام، حتى يتمكنوا من وراثة مجد الاستقامة الروحي الذي لا يفنى، الذي هو في السماء."

أما مخطوطة (Codex Bobbiensis) التي تعود إلى أوائل القرن الخامس فتأتى بنهاية مختصرة بعد الآية الثامنة: «ولكنهن أخبرن على الفور بطرس وكل الذين معه ما قيل لهن. وبعد ذلك، يسوع نفسه أرسل بواسطتهم، من الشرق إلى الغرب، إعلان الخلاص الأبدي المقدس الخالد»، وتحتوى هذه المخطوطة أيضاً على دس بين الآيتين الثالثة والرابعة من الإصحاح السادس عشر يصور وقوع صعود يسوع بعد قيامته مباشرة (وليس بعد أربعين يوم).
أول مخطوطة تحتوى على النهاية المطولة التقليدية لإنجيل مرقس من الآية التاسعة حتى العشرين هي (Codex Alexandrinus) التي تعود إلى القرن الخامس الميلادى.

أشار James H. Charlesworth أن مخطوطات (Codex Syriacus التي تعود إلى القرن الخامس، وCodex Vaticanus التي تعود إلى منتصف القرن الرابع، وCodex Bobiensis التي تعود إلى القرن الرابع أو الخامس) تستثني كلها الإضافة من 9 إلى 20. علاوة على ان حوالي مائة مخطوطة أرمينية، والمخطوطتان الجيوجيتان الأكثر قدماً، تحذف أيضاً هذه الإضافة. الإصدار الأرميني تم عمله ما بين 411-415 ب.م، والإصدار الجيورجي القديم يقوم أساساً على الإصدار الأرميني. أحد المخطوطات الأرمينية، الذي صُنع في عام989 ب.م. يحتوي على ملحوظة، مكتوبة بين الآية الثامنة والتاسعة «بمعرفة الكاهن أريستون Ariston.» أريستون، معروف من التقاليد القديمة (المحفوظة من خلال بابياس Papias وآخرين) أنه كان رفيق لبطرس وكأسقف لأزمير في القرن الأول.

النص في آخر مرقس يبين أن التكليف كان بالانطلاق بالتبشير في كل أرجاء الأرض وانهم سيؤيدون بالمعجزات التي تساعدهم في عملهم لتبيت كلامهم بالآيات التابعة، ولكن ليس هناك ذكر لمنحهم الروح القدس ولا للتعميد بالروح القدس بدلاً من الماء.
ولكن هنا أيضاً نجد مسألة أخرى لو كان أمر التوسع بالدعوة إلى الأمم قد تم فقط نتيجة صلب المسيح والتبدل الغريب للتدبير الإلهى، والذي بناء عليه مُنح التلاميذ الإحدي عشر أو الإثنتي عشرة حسب أعمال الرسل صلاحيات إلهية خاصة تتمثل في إلباسهم بالروح القدس ومغفرتهم أو إمساكهم عن المغفرة للناس، وأنهم لا يجب أن يخرجوا من القدس أو يحاولوا تبشير الأمم إلا بعد التلبس بالروح القدس، فكيف يمكن تفسير النص في لوقا ومتى: الإصحاح العاشر الذي يكلف فيه سبعين من تلاميذه بالانطلاق بالدعوة إلى كل مدينة وموضع بدون تلبسهم بالروح القدس ولا أمرهم بالتعميد باسم الأب والابن والروح القدس.

هناك تناقض معنوي آخر نجده في أن الظروف التي يُزعم أن المسيح صُلب فيها كانت تمثل مرحلة انكسار ومهانة للدعوة الجديدة فأتباع المسيح فقدوا زعيمهم في وضع ذليل (عقوبة الصلب نفسها عقوبة مهينة فضلاً على أنها عقوبة) بل ان بعضهم فر وبعضهم أنكر معرفته بالمسيح، وكانوا في حالة خوف من اليهود كما هو مذكور في نص إنجيل يوحنا، فكيف يمكن في مثل هذه الظروف انتقال الدعوة من المحلية إلى العالمية.

ولكن أيضاً المسيح نفسه خلال كل حياته لم يُهان على الإطلاق بل كان مُهاباً من الجميع وحتى مبغضوه كانوا يعملون له حساب بل يعرضون عليه القضايا للحكم فيها، بل كان يسوع يواجهم بجرأة ويصفهم بالنفاق ولا يملكون الرد عليه كما في أوائل الإصحاح الخامس عشر والسادس عشر من إنجيل متى. ففى الإنجيل كله نجد يسوع دائماً قوي وعزيز ومُهاب من الجميع منذ صغره حتى رفعه، وهذا يتماشي تماماً مع قول الله عز وجل عنه في القرآن: «انه وجيه في الدنيا وفي الآخرة»، وأيضاً مع كلمة «المسيح» نفسها والتي تعنى الذي مسحه الله ببركته وبتأييده، فكلمة المسيح نفسها بها مدلول ضمني أن الله عز وجل قد تعهد بالحفظ والتكريم والنصر الدائم له.

ولكننا هنا نجد أن الأمر بالانطلاق بالدعوة جاء في ظروف ذليلة ومهينة لاتباع يسوع وحالة خوف وإستضعاف. وهو أمر مخالف للمنطق بل للواقع أيضاً فالإنجيل يروي لنا ان الإتفاق بين الكهنة للقبض علي يسوع كان على ان لا يكون في العيد لئلا يكون شغب في الشعب (متى 26: 5) فلو كان يسوع وأتباعه مستضعفين وأذلاء ومُهانين فما الذي يجعل الكهنة الأقوياء الأعزاء يهابون من إمساك المسيح في العيد خشية من غضب الشعب.

هنا نجد دليلاً مؤكداً أن دعوة يسوع كانت في تزايد وان سلطان الكهنة كان في تناقص وزوال وأن المرحلة الأولى من الدعوة بين بنى إسرائيل حققت نتائجها وأن غالبية الشعب آمن وإتبع يسوع، وإلا فما سبب خوف الكهنة من الشعب، بل ربما كانت قد بدأت المرحلة التالية من الدعوة في أرجاء الأرض بالفعل والتي نجد الإشارة إليها في الإصحاح العاشر من لوقا، وأن محاولة الصلب جاءت كمحاولة أخيرة ويائسة من الرومان والكهنة لإيقاف هذا الاجتياح لدعوة يسوع لمنطق النفوذ الرومانية، وعلى هذا نجد النصوص المُشار إليها من قبل، في أواخر أناجيل متى ومرقس ولوقا وفي يوحنا وأعمال الرسل غير متناسقة لا مع الواقع ولا مع منطق التطور الطبيعى للأحداث.

#### المدلول العددي للتلاميذ
مدلول العدد إثني عشر والسبعين، هل لهذا المدلول العددي معنى عقائدي خاص في المسيحية. هل الامر يتعلق فقط باختيار عدد من المبشرين بدأ بإثني عشر ثم زاد إلى سبعين. ام أن العدد إثني عشر يشير إلى مجموعة ذات مهام دينية محددة لا تستطيع غيرها القيام به. والعدد سبعون يشير أيضاً إلى مجموعة أخرى ذات مهام تختلف عن مهام مجموعة الإثني عشر.

إذا قارنا المدلول العددي في المسيحية الأولى بأعداد مماثلة في ديانات أخرى نجد على سبيل المثال في الهيكيلية الدينية الرومانية الوثنية:

على قمة الهرم نجد الهيئة الكهنوتية العليا College of Pontiffs في روما وهي أعلى درجة من رجال الكهنوت في الدولة الرومانية، وعلى رأسها الحبر الأكبر Pontifex Maximus ، ثم الكاهنات العذراوات للإلهة فستا "Vestal Virgins" واللاتى كن في البداية أربعة في عهد نوما ثم زدن إلى ستة في عهد Servius Tullius ويشير أمبروز إلى وجود سابعة في العصر القديم، هناك أيضاً العرافون augur والذين كان عددهم ثلاثة في العصر الملكي، ولكن في عهد سولا Sulla وصل عددهم إلى خمسة عشر، وهناك أيضاً مجموعة أداء الشعائر المقدسة الخمسة عشر Quindecimviri sacris faciundis وأعضاؤها خمسة عشر والذين كانوا يقومون بحفظ وتفسير الكتب السيبيلية Sibylline Books عند طلب مجلس الشيوخ، وهناك مجموعة تنظيم الولائم والأعياد Epulones وهو مجلس يتكون من سبعة رجال مأخوذين من المجالس الدينية الكبري، مهمته تنظيم الأعياد والألعاب والولائم العامة، وهناك مجلس كهنة الآلهة Flamen وأعضاؤه خمسة عشر، كل منهم مُخصص لإله من الخمسة عشر إله المكونين للديانة الرسمية الرومانية، منهم ثلاثة كبار مخصصين للثلاثة آلهة الكبري.

هناك أيضاً الإثني عشر إمام في العقيدة الشيعية الإثنى عشرية.

هذه الاعداد في الديانة الرومانية الوثنية أو الشيعية نجد لها معنى وإستمرارية ومهام محددة. لكن المسيحية لا تقدم لنا معنى واضح ولا مهام محددة للمجموعات العددية الإثني عشرية أو السبعينية. لا تفسر لنا سبب قصورها على زمن محدد وعدم إستمراريتها.

في لوقا 6: 13 نجد المسيح يختار من تلاميذه إثنى عشرة وسماهم رسلاً، ثم نجد إستكمال العدد عندما نقص بخروج يهوذا الإسخريوطي، في أعمال الرسل 1: 26 عنما وقعت القرعة على ماتياس ليكمل عدد الرسل الذي أصبح حدى عشر بخروج يهوذا الإسخريوطي.

ولكن اعهد الجديد لا يقدم لنا بوضوح دور تلك المجموعة ولا سبب نشأتها ثم اختفائها وعدم إستمراريتها بعد ذلك.

بالمثل فنجد أن النص في الإصحاح العاشر من لوقا يقول أن المسيح هو الذي عين سبعين من أتباعه ويقول سليمان النسطوري في كتاب النحلة أن عدد السبعين تم إستكماله مثلما تم إستكمال عدد الرسل الإثني عشرة (بعد خروج يهوذا)، وذلك بسبب خروج إثني عشرة من المجموعة لرفضهم الإيمان بألوهية المسيح.

ولكن أيضاً لا نجد دور محدد وواضح لتلك المجموعة ولا سبب نشاتها ثم اختفائها وعدم إستمراريتها.
.
من المُلاحظ أيضاً أن هناك زعم بأن تلاميذ يوحنا المعمدان كان عددهم ثلاثين وكان العدد أيضاً يتم إستكماله عند النقصان، وأن واحدة من الأعضاء كانت امرأة تُسمي هيلين، وسمعان الساحر كان من أقرب التلاميذ إليه.

ربما لا نري هنا في تلك المجالس، إلا تقليد للعادات الدينية الشائعة في ذلك العصر ولكنه تقليد يتجاهل الاختلافات الجوهرية بين الديانة التوحيدية والديانات الوثنية، لذلك ظهر واختفى بغموض.

#### السلطة الكهنوتية بين العقيدة البولسية التحررية الأولى والإستعباد الكنسي
نجد تبايناً كبيراً بين المفهوم العقدي الاولي للمسيحية عند بولس، حيث ظهرت المسيحية كرسالة تحررية تلغي الناموس (الشريعة) وتلغي العمل بفداء الأب الناس بابنه وبين الإستعباد الكهنوتي الكنسي للمسيحيين في القرون الوسطى.

فربما يكون من أهم المسائل التي تظهر لنا هي تلك السلطة الكهنوتية التشريعية الواسعة المنسوبة للرسل الإثني عشرة والتي بناء عليها تم بناء المسيحية الكهنوتية، التي يتمتع فيها الأساقفة وجهازهم الكهنوتى بسلطان هائل على الناس، تعطيهم الحق في الطرد من الكنيسة والتفتيش عن ما تضمره النفوس والإستيلاء على الأموال، بل والإدخال في الجنة أو النار، وسلطة التحليل والتحريم والتشريع.

ربما يكون من أبرز نتائج هذا السلطان والتفويض الإلهي الهائل، محاكم التفتيش، وتملك الكنيسة لمساحات واسعة من الأراضى بمن عليها، والاوضاع المظلمة التي سادت في أوروبا في القرون المظلمة والتي أدت إلى حروب طاحنة وأوبئة وإخلاء أوروبا من عدد كبير من سكانها في تلك القرون، ولم تستطع أوروبا الخروج من النفق المظلم إلا بالخروج عن الكنيسة نفسها وإتباع العلمانية.

ولكننا نجد أنفسنا هنا في حيرة من أين نشأت تلك المسيحية الكهنوتية، فالمذهب البولسي الذي تم تطبيقه على العالم المسيحي بعد تغلبه على غيره من المذاهب، أساسه إلغاء الشريعة باعتبارها عقوبة مهينة أنزلها الله على بني إسرائيل نتيجة أخطائهم وعندما وجد أنهم عاجزون عن الالتزام الشريعة وأنه يعاقبهم كثيراً بسبب عدم الالتزام، قرر أن يرسل ابنه ويفدي به الناس وليس فقط بني إسرائيل.

وبالتالي لا يكون هناك ضرورة للناموس ويتحرر الناس من الالتزام بالشرع، وبناء على ذلك أُلغي الختان الذي هو رمز للالتزام بشرع الله، وأُحلت كل اللحوم وكل ما يوجد على الأرض، ففي الرؤية التي رآها بطرس والمذكورة في أعمال الرسل الإصحاح العاشر.
«11فَرَأَى السَّمَاءَ مَفْتُوحَةً، وَإِنَاءً نَازِلاً عَلَيْهِ مِثْلَ مُلاَءَةٍ عَظِيمَةٍ مَرْبُوطَةٍ بِأَرْبَعَةِ أَطْرَافٍ وَمُدَّلاَةٍ عَلَى الأَرْضِ. 12وَكَانَ فِيهَا كُلُّ دَوَابِّ الأَرْضِ وَالْوُحُوشِ وَالزَّحَّافَاتِ وَطُيُورِ السَّمَاءِ. 13وَصَارَ إِلَيْهِ صَوْتٌ:«قُمْ يَا بُطْرُسُ، اذْبَحْ وَكُلْ». 14فَقَالَ بُطْرُسُ:«كَلاَّ يَارَبُّ! لأَنِّي لَمْ آكُلْ قَطُّ شَيْئًا دَنِسًا أَوْ نَجِسًا». 15فَصَارَ إِلَيْهِ أَيْضًا صَوْتٌ ثَانِيَةً:«مَا طَهَّرَهُ اللهُ لاَ تُدَنِّسْهُ أَنْتَ!» 16وَكَانَ هذَا عَلَى ثَلاَثِ مَرَّاتٍ، ثُمَّ ارْتَفَعَ الإِنَاءُ أَيْضًا إِلَى السَّمَاءِ.»
وهنا نجد أنفسنا امام تناقض. ولكن لو كان الله قد تنازل عن الناموس وإلزام الناس به كشرط لدخول مملكة السماء وبالتلى أسقط رموزه من الختان وأكل اللحم الطاهر، وحتى يحقق هذا الأمر فدي الناس بإبنه، فلماذا يعطي حق التشريع والهيمنة على الناس بل والمغفرة أو عدم المغفرة، تلك الحقوق الإلهية التي تنازل هو عنها، إلي بشر يتحكمون في الناس على هواهم ويحولون حياتهم إلى سواد، وبدلاً من ان يتحرر الناس من سلطان الناموس الإلهى يقعوا في عبودية مظلمة لمجموعة مرفهة من الأساقفة.

كما اننا نجد عقيدة الخطيئة الكبري التي قُدمت للناس على أنهم محملون بخطيئة آدم بسبب أكله من الشجرة، وأن السبيل الوحيد للتكفير عن هذه الخطيئة هو الإستسلام للكنيسة التي حولت حياتهم في الدنيا إلى سواد، كأنها هي الجلاد الذي كلفه الله بتكفير الخطيئة. كيف يمكننا التوفيق بين عقيدة بولس التحررية وبين الإستعباد الكنسي للناس.

ومن العجيب أن الكنيسة تنسب تلك الصلاحيات الإلهية التشريعية الممنوحة لها إلى الحواريين أو الرسل الإثني عشر. والذين اختفوا من الحياة في ظروف غامضة، ولا يوجد نص تاريخي واضح يبين مسار حياة أي واحد منهم ولا توجد كتابات موثوقة وموثقة لهم خالية من الريبة، يمكن الاعتماد عليها في فهم سيرتهم ومذهبهم، بل ما يتواجد عنهم أو منسوب لهم، مجرد روايات وكتابات مليئة بالثغرات وبالارتياب والمفارقات والمغالطات. كانها نُسبت إليهم فقط لتبرير السلطان الكهنوتي للكنيسة في زمن لاحق أنشأت فيه روما الجهاز الكنسي كجهاز رقابي مخابراتي لفرض العقيدة التي تريدها روما والتنكيل بالرافضين لها.